# Kujavsko

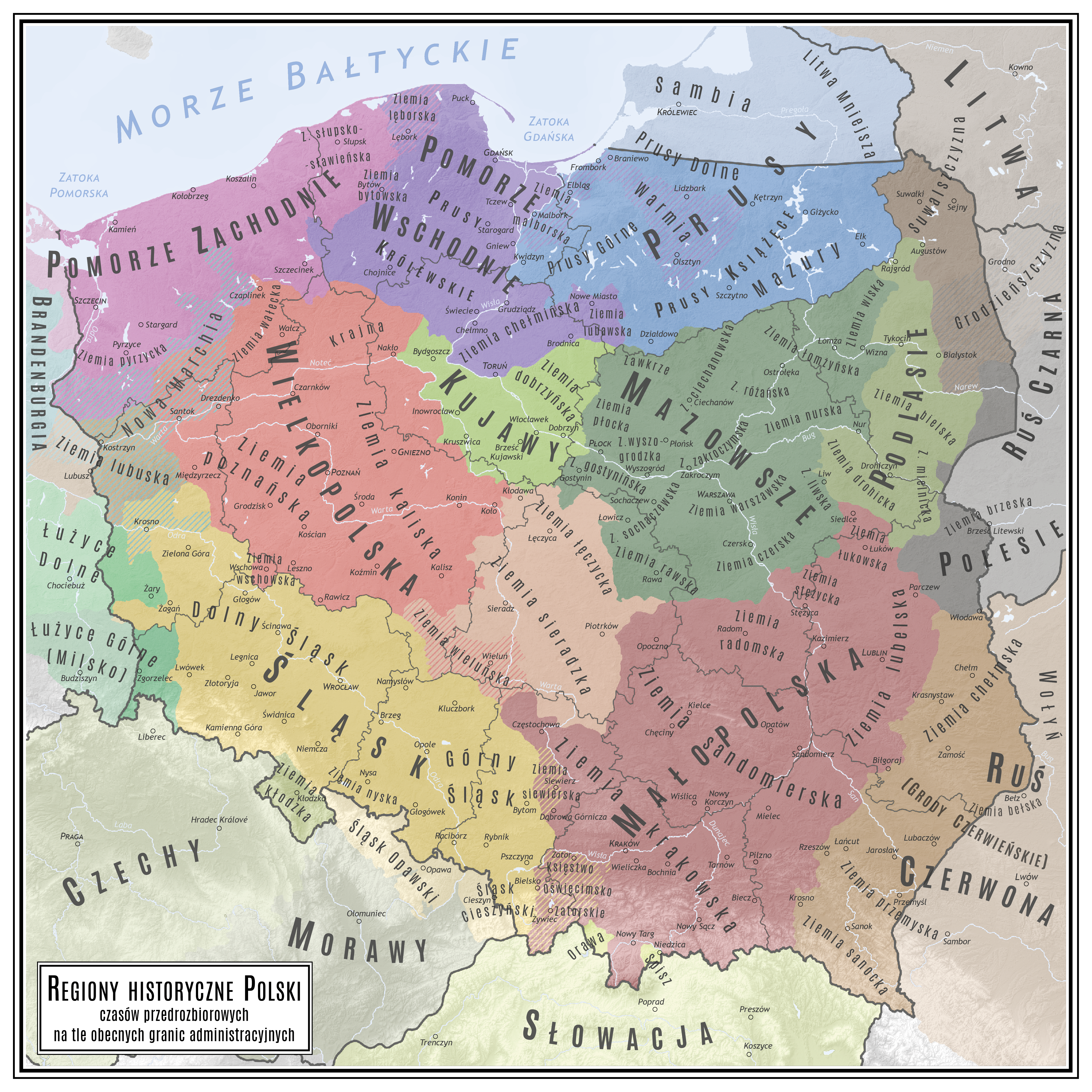
Kujavsko a další historické země Polska na pozadí moderních správních hranic

Kujavsko, popř. Kujavy (polsky Kujawy, latinsky Cuiavia, německy Kujawien, rusky Куявия, Kujavija), je historická země v Polsku, svébytný etnografický a etnolingvistický region na západ od Varšavy. V současné době je součástí Kujavsko-pomořanského vojvodství. Nepatrná část historického území nachází se také v severních částech poviatů Kolského a Koninského ve Velkopolském vojvodství a v poviatu Płockém v Mazovském vojvodství. Na severu hraničí s Pomořím, na západě s Velkopolskem a na východě s Mazovskem. V minulosti bylo Kujavské knížectví lénem Polského království, pak bylo rozděleno na několik údělných knížectví a následně vojvodství.
Kujavsko nemá jedno hlavní historické centrum. Ve 13. století hlavním městem Kujavského knížectví byla Inowrocław; ve století 14. až 18. pak společně s Brestem Kujavským, Bydhoští a Gniewkovem. Společný sněm kujavských vojvodství zasedal v teto době v Radziejově. V důsledku napoleonských válek se Inowrocław stala centrem německé části Kujavska a Włocławek části ruské. Ve Włocławku dnes sídlí kujavský biskup a město je nejdůležitějším etnografickým centrem této země, ovšem největším městem a zároveň politickým a ekonomickým centrem je Bydhošť.
Území je obýváno Kujavany, slovanským obyvatelstvem dorozumívajícím se kujavským nářečím polštiny.

## Název
Etymologie názvu Kujavsko byla v minulosti různě vysvětlována. Nejvíce pravděpodobná se zda hypotéza polského jazykovědce Stanisława Rosponda, který odvozuje název regionu od staroslovanských slov kui a kuiati označujících vichřici a zároveň variantu planiny, přesypovou oblast vystavenou na silné závany větru. Dle této hypotézy název území má zodpovídat jeho fyziografii, stejně jako je to v případě názvů Polsko, Mazovsko nebo Pomořany. Název Kujavané označující místní obyvatelstvo je mladší a odvádí se od názvu území.
Název Kujavsko vyskytuje se poprvé ve Zlaté bule Hnězdenské papeže Inocence II. z roku 1136, kde vztahuje se pouze na povislanskou část pozdějšího Kujavského knížectví. Název vyskytuje se také v mnoha dalších středověkých dokladech, kupř. u Gervasia z Tilbury (1211) a v místním dokladu z roku 1224. V Kronice polské Wincenteho Kadłubka (asi 1160–1223) a ve spisech poznaňského biskupa Bogufała II. (zem. 1253) název Kujavsko znamená „bezlesou krajinu, oblast s vykácenými lesy“.

## Území
Hranice Kujavska probíhají po levém břehu Visly, od ústí Skrwy na jihu po ústí Wdy na severu, pak se táhnou směrem na západ ke Koronowu, Nakłu, Pakosti až k řece Noteć. Pak zatáčejí na západ od této řeky přes jezero Trląg a strzelńenské lesy, docházejí ke Skulskému jezeru a zase k Noteci, dále zahrnují Brdowské jezero a města Chodecz a Lubień Kujawski, pak probíhají řekou Skrwou, která se následně vlévá do Visly. Někteří etnografové a historici považují Dobrzyńskou zemi za kujavský subregion. Tím by se východní hranice Kujavska posunula až k Mazursku.

### Kujavské subregiony
- Kujavsko:
  - Dobrzyńská země (polsky ziemia dobrzyńska)
  - Vlastní Kujavsko:
    - Bachorza
    - Bílé Kujavsko (polsky Kujawy białe)
    - Borové Kujavsko (polsky Kujawy borowe)
    - Černé Kujavsko (polsky Kujawy czarne)
    - Hrbaté Kujavsko (polsky Kujawy garbate)
    - Lesní Kujavsko (polsky Kujawy leśne)
    - Povislanské Kujavsko (polsky Kujawy nadwiślańskie)
    - Zagoplanské Kujavsko (polsky Kujawy zagoplańskie)

## Geografie

### Přírodní podmínky

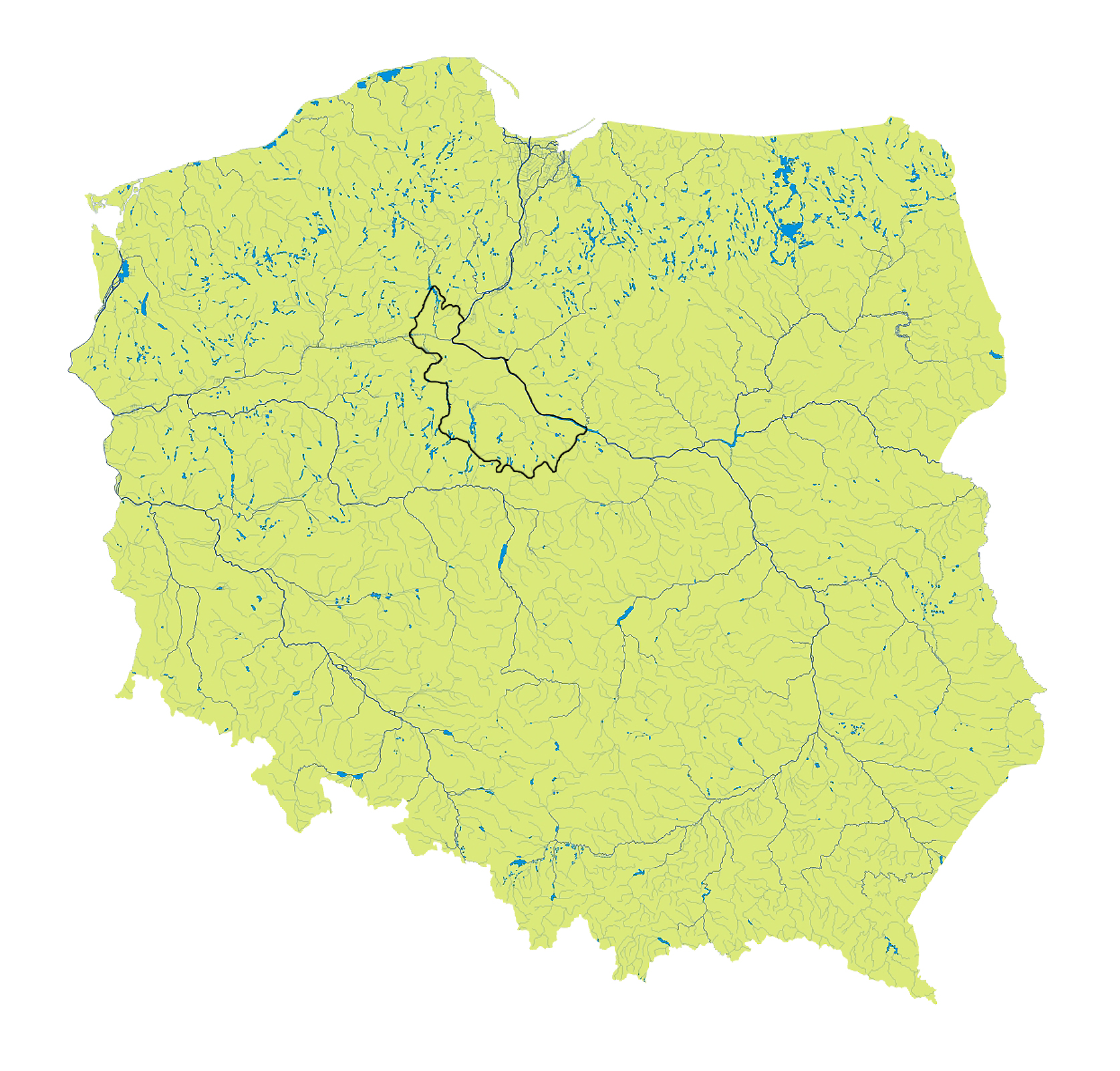
Kujavsko na hydrografické mapě Polska.

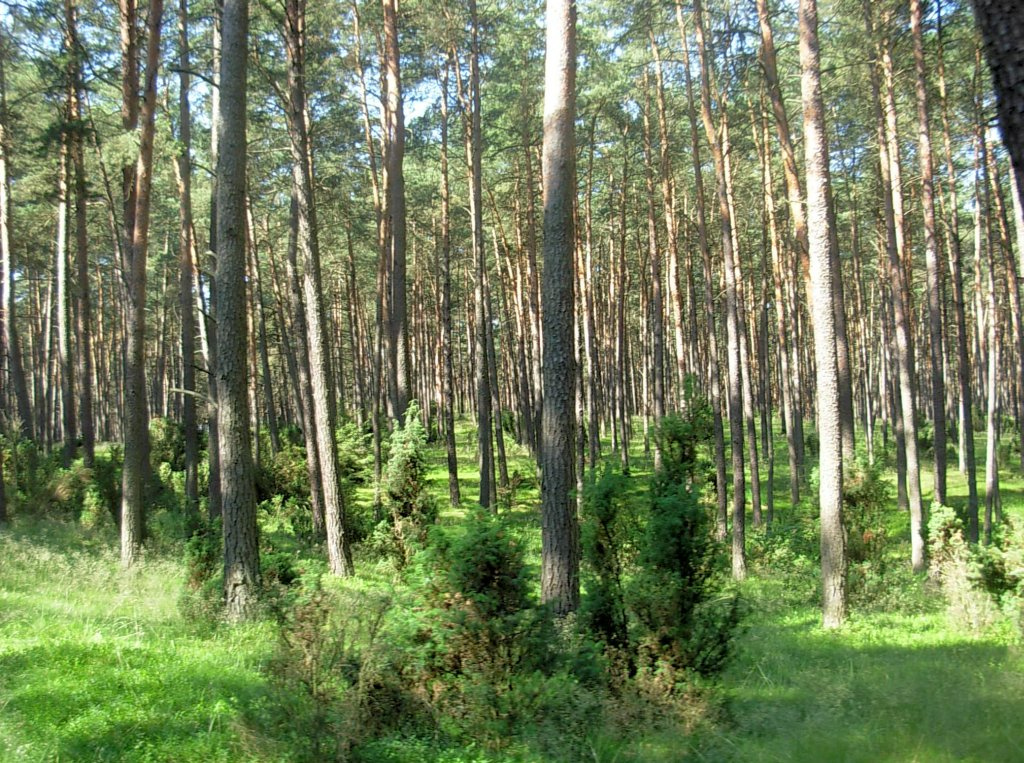
Typickým zástupcem dřevin v Bydhošťském pralesu jsou borovice.

Kujavsko se nachází ve Velkopolské jezerní krajině, v povodí řek Visla a Noteć. Menšími zeměpisnými regiony jsou: Inowrocławská planina, Kujavská a Hnězdenská jezerní krajina. Severní část Kujavska má velmi hustou říční a kanálovou síť. Největší splavné řeky Visla a Noteć odvádějí vodu z území Kujavska do Baltského moře. Je zde velké množství jezer, které jsou většinou pozůstatkem pleistocenního zalednění a přehradních nádrží. Největšími vodními nádržemi jsou Włocławská přehradní nádrž (70,4 km²), jezero Gopło (21,8 km²) a Koronowská přehradní nádrž (13,5 km²). V okolí Ciechocinka, Inowrocławi, Toruně a Włocławka se vyskytují žíly minerálních vod a termální prameny využívané za léčebným účelem.
Klima Kujavska je výsledkem prolínání kontinentálního a oceánického podnebí. Velmi často se zde mění teplota vzduchu a vane silný vítr.
Většina území Kujavska má kvalitní a úrodnou černozemní půdou. Lesy se vyskytuji především v severní části regionu. V Kujavsku jsou relativně malé srážky (450–500 mm/rok). V některých oblastech je citelný nedostatek vody a lze pozorovat vznikání stepi. Měnící se klimatické podmínky působí změny v rostlinné pokrývce a v živočišné říši. Typické pro Kujavsko jsou chybějící buky v lesích a existence mnoha druhů stepních bylin a živočichů.

### Města
Tabulka uvádí všechna současná kujavská města dle počtu obyvatel. V případě Toruně se na území Kujavska nachází jenom jihozápadní část města (Podgórz). Města Przedecz a Sompolno, patřící v minulosti ke Kujavskému knížectví, se v současné době nacházejí mimo Kujavsko-pomořanské vojvodství.
|     | Polský název         | Německý název      | Poviat                | Počet obyvatel (2009) |  |
| --- | -------------------- | ------------------ | --------------------- | --------------------- |  |
| 1.  | Bydgoszcz            | Bromberg           | Městský poviat        | 357 650               |  |
| 2.  | Toruń                | Thorn              | Městský poviat        | 205 718               |  |
| 3.  | Włocławek            | Leslau             | Městský poviat        | 117 402               |  |
| 4.  | Inowrocław           | Inowrazlaw         | Inowrocławský poviat  | 76 137                |  |
| 5.  | Solec Kujawski       | Schulitz           | Bydhošťský poviat     | 15 246                |  |
| 6.  | Aleksandrów Kujawski | Alexandrowo        | Aleksandrowský poviat | 12 278                |  |
| 7.  | Koronowo             | Crone an der Brahe | Bydhošťský poviat     | 10 992                |  |
| 8.  | Ciechocinek          | Hermannsbad        | Aleksandrowský poviat | 10 837                |  |
| 9.  | Kruszwica            | Kruschwitz         | Inowrocławský poviat  | 9 275                 |  |
| 10. | Janikowo             | Amsee              | Inowrocławský poviat  | 9 169                 |  |
| 11. | Barcin               | Bartschin          | Żninský poviat        | 7 715                 |  |
| 12. | Gniewkowo            | Argenau            | Inowrocławský poviat  | 7 224                 |  |
| 13. | Strzelno             | Strelno            | Mogilenský poviat     | 5 951                 |  |
| 14. | Radziejów            | Rädichau           | Radziejovský poviat   | 5 806                 |  |
| 15. | Pakość               | Pakosch            | Inowrocławský poviat  | 5 762                 |  |
| 16. | Brześć Kujawski      | Brest              | Włocławský poviat     | 4 647                 |  |
| 17. | Piotrków Kujawski    | Piotrkow Kujawski  | Radziejovský poviat   | 4 456                 |  |
| 18. | Łabiszyn             | Labischin          | Żninský poviat        | 4 454                 |  |
| 18. | Sompolno             | Sompolno           | Koninský poviat       | 3 610                 |  |
| 19. | Kowal                | Freistadt          | Włocławský poviat     | 3 490                 |  |
| 20. | Lubraniec            | Lubranitz          | Włocławský poviat     | 3 169                 |  |
| 21. | Izbica Kujawska      | Mühlental          | Włocławský poviat     | 2 771                 |  |
| 22. | Nieszawa             | Nessau             | Aleksandrovský poviat | 2 002                 |  |
| 23. | Chodecz              | Godetz             | Włocławský poviat     | 1 902                 |  |
| 24. | Przedecz             | Mosburg            | Kolský poviat         | 1 780                 |  |
| 25. | Lubień Kujawski      | Liebstadt          | Włocławský poviat     | 1 293                 |  |

## Znak
Kujavský znak tvoří štít, v jehož žlutém poli je hybrid rudého jednoocasého pololva ve skoku a černého poloorla se zlatou korunou. Znak byl používán potomky kujavského knížete Kazimíra I. vládnoucí v Kujavsku, Dobrzyńsku, Sieradzsku a Lenčicku. Tento znak byl také používán polskými králi Vladislavem I. Lokýtkem a Kazimírem III. Velikým, kteří pocházeli z kujavské větve Piastovců.

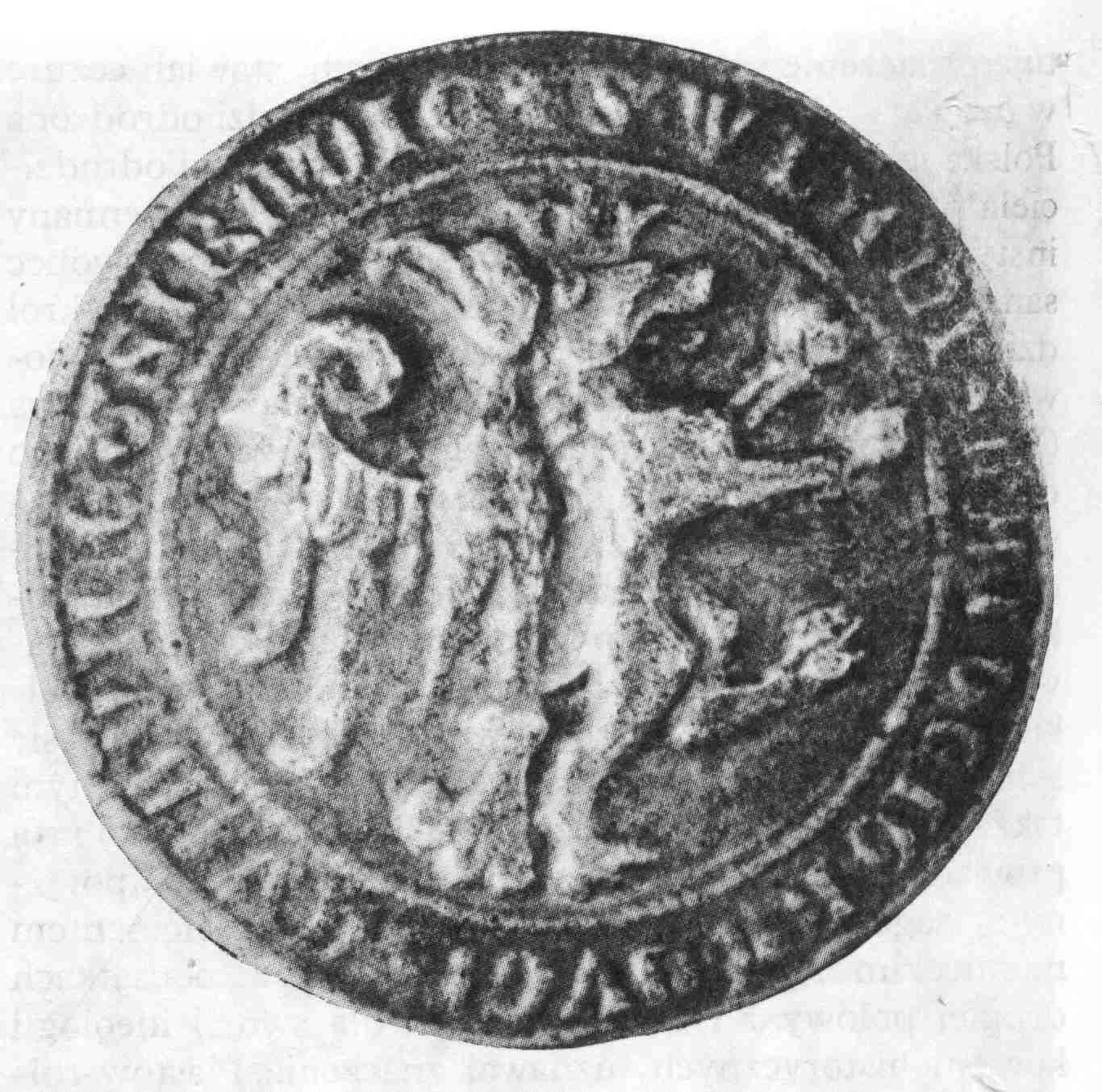
Pečeť knížete Vladislava Lokýtka ze znakem Kujavska z roku 1290.

## Dějiny Kujavska

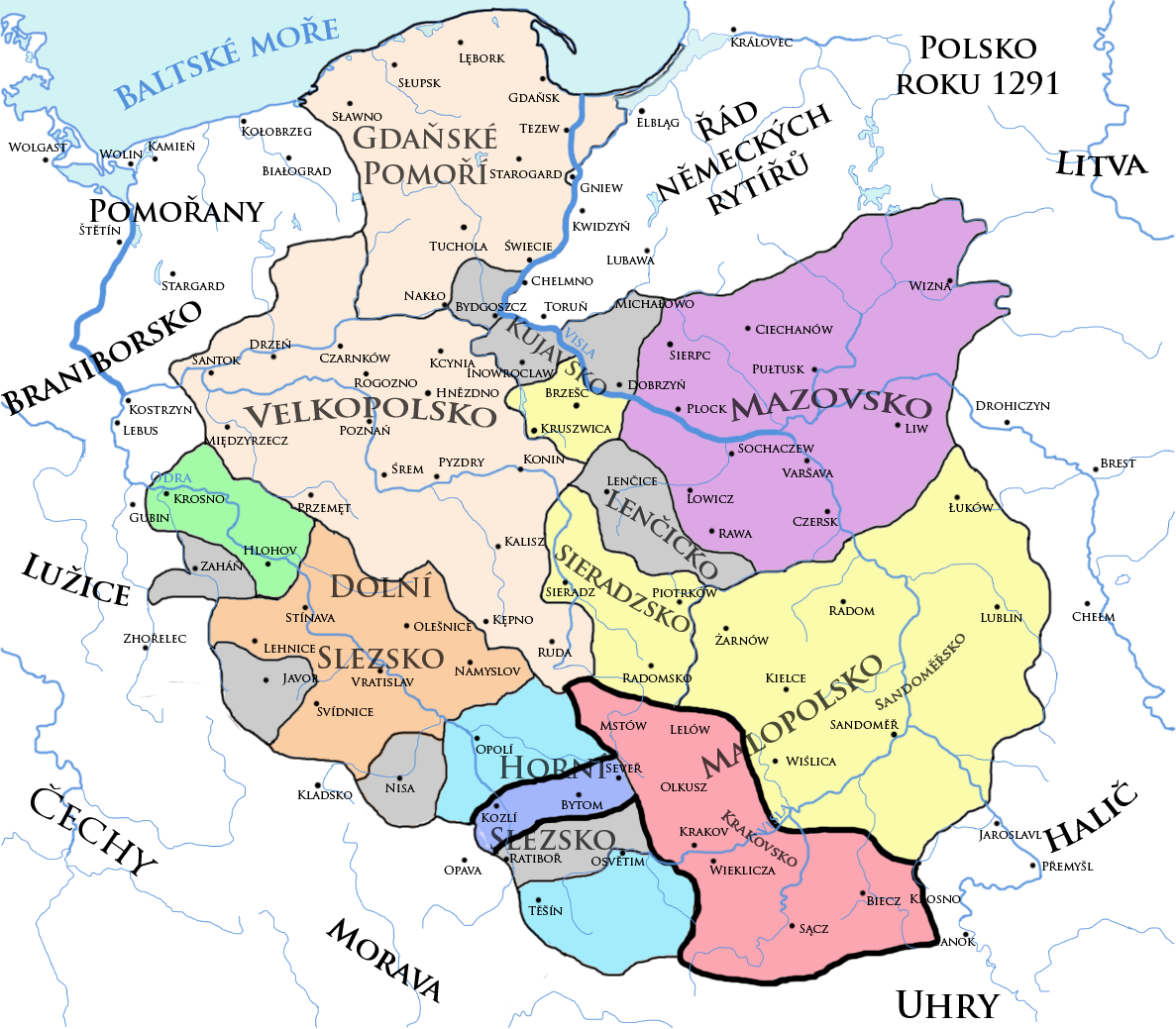
Kujavsko roku 1291, již rozdělené do několika knížectví. Část území byla v této době pod kontrolou budoucího polského krále Vladislava Lokýtka (označeno žlutě)

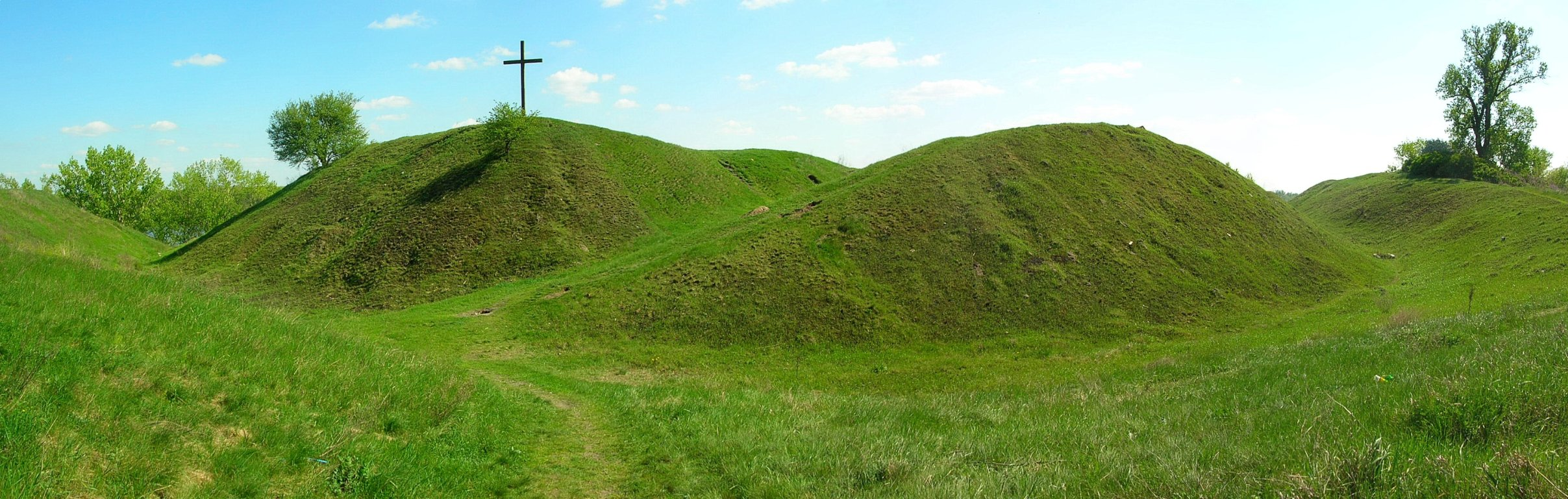
Wyszogród bylo ostrožní hradiště v 10. až 14. století, situované na území pozdějšího města Starý Fordon. Hradiště mělo v středověku strategickou polohu. Nacházelo se na severní hranici Kujavska a s jeho pomocí bylo možné kontrolovat plavbu na Visle.

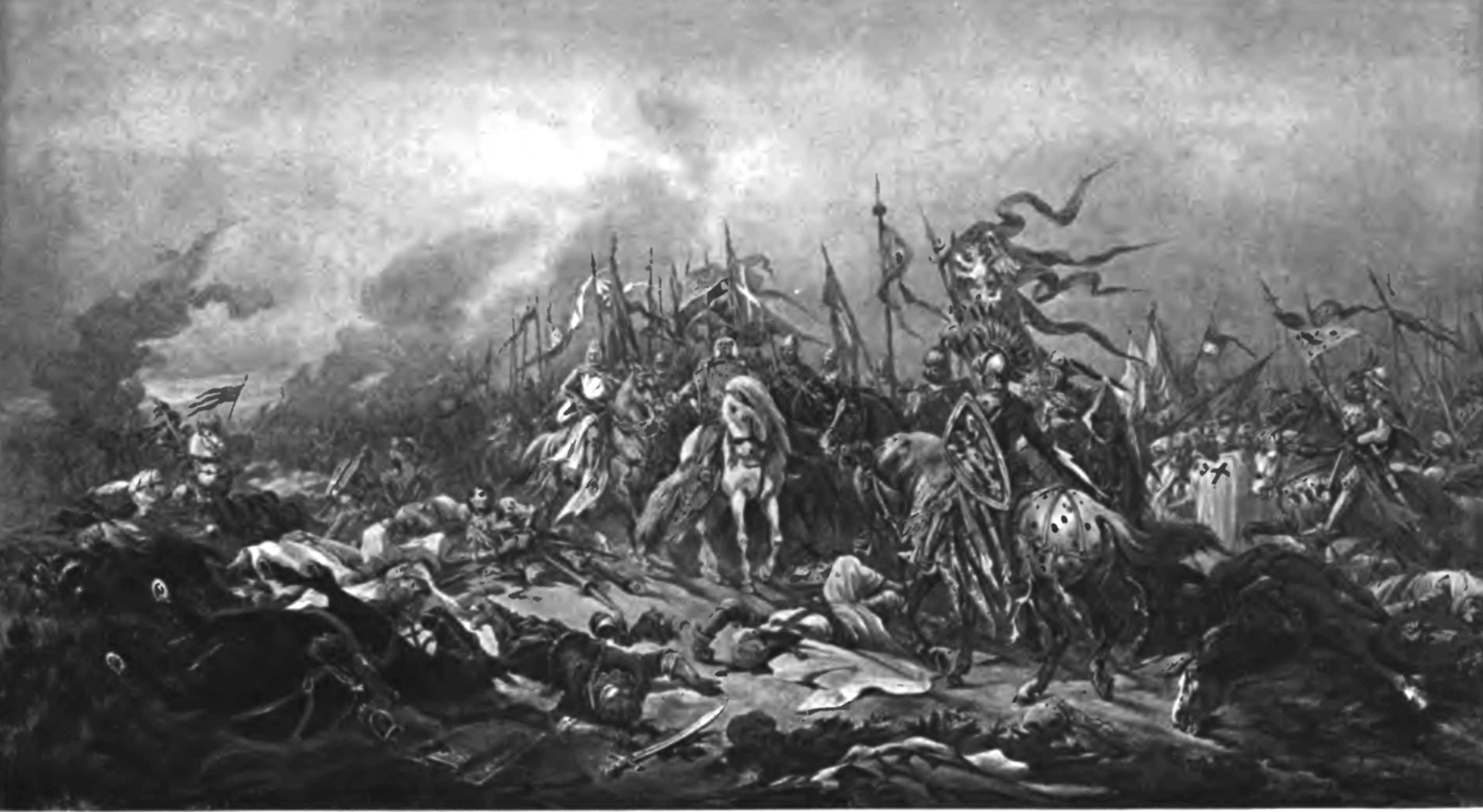
V roce 1331 se mezi Řadem německých rytířů a polskými vojsky na území Kujavska odehrála bitva u Płowce. Obraz od Juliusze Kossaka z roku 1883.

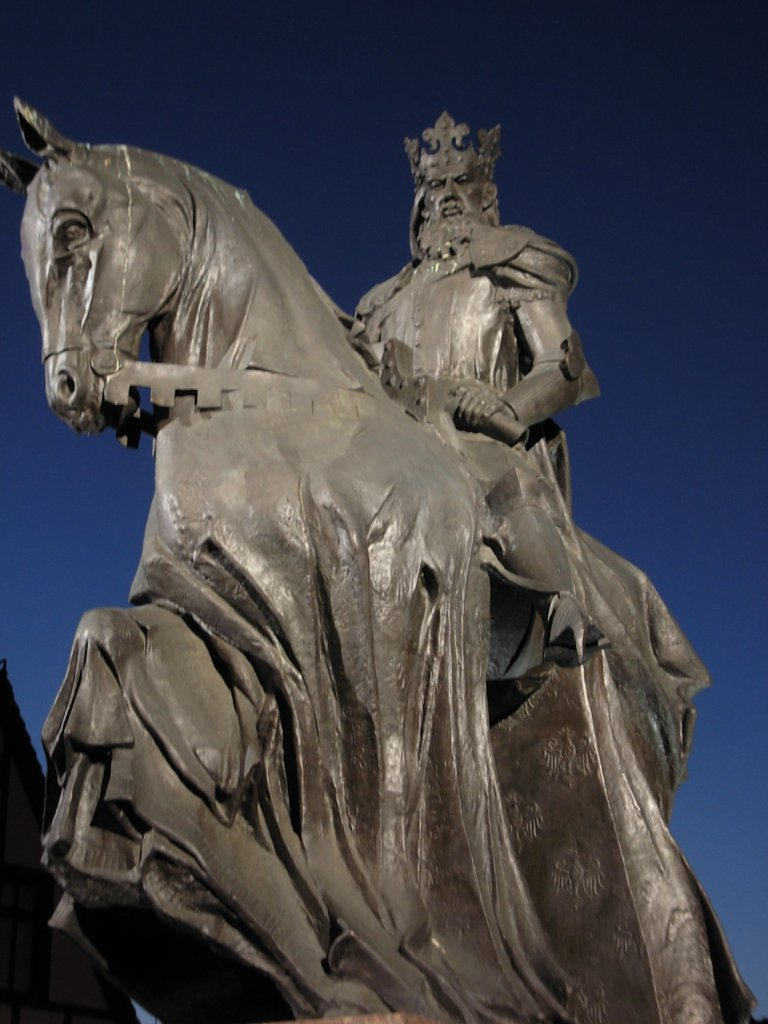
Jezdecká socha Kazimíra Velikého v Bydhošti z roku 2006 od sochaře Mariusze Białeckého.

V 3. století př. n. l. až 5. století se na území pozdějšího Kujavska úspěšně rozvíjela przeworská kultura. Severním Kujavskem (Bydhošť, Inowrocław, Otłoczyn, Służewo) probíhala jantarová stezka, obchodní trasa spojující pobřeží Baltu s severní Itálií, Řeckem a Egyptem dlouho před naším letopočtem a po něm.
Až do příchodu Slovanů v 6. století, kteří vtiskli Kujavsku jeho charakter, byly tyto oblasti střídavě ovládány různými kmeny (Lugiové, Vandalové, Hunové a další). V raném středověku představovala oblast kmenové území Goplanů ztotožňovaných někdy s Mazovšany, Kłobiany nebo Kujavany.
V druhé polovině 9. století se Kujavsko stalo součástí státu Polanů. Roku 966 polanský kníže Měšek I. přijal křesťanství latinského ritu a byla zahájena christianizace země. Dosavadní slovanské polyteistické náboženství byly na území Kujavska potlačované. Zatížení obyvatelstva církevními daněmi (desátek a Svatopetrský haléř) a zavedení církevních norem a restrikcí vedlo k více nebo méně násilnému odporu. Poslední proticírkevní povstání v Kujavsku vypuklo v roce 1037 a bylo definitivně potlačeno v roce 1047 s pomocí císaře Jindřicha III. Černého. Dalším zdrojem nepokojů bylo zavedení knížecího práva (ius Polonium) na místo dosavadního kmenového.
V letech 1115–1119 polský kníže Boleslav III. Křivoústý dobyl Východní Pomořany a připojil jejích jihovýchodní část (Wyszogrodské kastelánství) ke Kujavsku. Po jeho smrti v roce 1138 pravděpodobně na základě knížecího testamentu bylo Polsko rozděleno mezí jeho potomky do několika údělů (pol. dzielnice, lat. partes) závislých ze začátku na nejstarším přímém potomku a následníkovi trůnu (lat. princeps) vládnoucímu v Krakově. Těchto části z postupem času přibývalo, získávaly si statut údělných knížectví a mnoho z nich fungovalo jako nezávisle státní útvary.

### Kujavské knížectví
Na základě údajného testamentu Boleslava Křivoústého byla východní část Kujavska pravděpodobně přičleněna k Mazovsku a západní Kujavsko se stalo součásti území ovládaného přímo knížetem. Není známo kdy přesně Kujavsko začalo fungovat jako údělné knížectví, ale zřejmě se to stalo krátce po roce 1138. Roku 1186 nebo 1194 se Kujavsko dostalo pod vládu velkopolského knížete Měška Starého a jeho syna Boleslava Měškovice. V roce 1200 kontrolu nad Kujavskem získal mazovský kníže Konrád I. a roku 1233 udělil Kujavské knížectví svému synovi Kazimírovi. Pravděpodobně kolem roku 1248 byla ke Kujavskému knížectví přičleněna i Dobrzyńská země. Roku 1267 se Kujavsko rozdělilo na dvě knížectví – Inowrocławské a Břestsko-Kujavské knížectví. Zatímco první z nich bylo dále rozděleno, druhé se brzy nato dostalo pod přímou vládu Polského království. V 13. století vzniklo mnoho nových obchodních cest spojujících kujavská města zejména s Krakovem, Lenčici, Lvovem a Vratislavi.
Roku 1329 kujavské knížectví přepadl Řad německých rytířů a po čtyřletých bojích (1332) ovládl celé Kujavsko. Území se podařilo po obratných diplomatických jednáních a papežském soudu v roce 1339 opětovně získat polskému králi Kazimírovi III. Velikému. Roku 1343 byl uzavřen kališský mír, ve kterém němečtí rytíři vrátili Polsku Kujavsko s Dobrzyńskou zemi a polský král se zřekl nároku na Východní Pomořany a Chełminskou zemi.
Část kujavského území během 14. století připadla Kališsku.

#### Panovníci
Kujavská knížata
- 1138–1173 : Boleslav IV. Kadeřavý
- 1173–1186 : Lešek Mazovský (zem. 1186)
- 1186–1194: Kazimír II. Spravedlivý (?)
- 1186/94–1195 : Boleslav Kujavský
- 1195–1198 : Měšek III. Starý (zem. 1202)
- 1198–1200 : Lešek I. Bílý (zem. 1227)
- 1198–1200 : Helena Znojemská (regentka)
- 1200–1233 : Konrád I. Mazovský (koregent od roku 1198)
- 1233–1267 : Kazimír I. Kujavský

Břestsko-kujavská knížata
- 1267–1275 : Eufrosina Opolská (regentka)
- 1267–1300 : Vladislav I. Lokýtek
- 1267–1288 : Kazimír II. Lenčický (koregent)
- 1267–1275 : Zemovít Dobřiňský (koregent)
- 1300–1305 : Václav II.
- 1305–1306 : Václav III.
- 1306–1332 : Vladislav I. Lokýtek (podruhé)
- 1332 : okupace Řádem německých rytířů

Inowrocławská knížata
- 1267–1271 : Zemomysl Inowroclawský
- 1271–1273 : Boleslav Pobožný (v Bydhošti od roku 1268)
- 1273–1278 : Lešek II. Černý
- 1278–1287 : Zemomysl Inowroclawský (podruhé)
- 1287–1294 : Salome Pomořská (regentka)
- 1294–1314 : Lešek Inowroclawský (od roku 1296 na Wyszogrodě, 1303–1312 v českém zajetí)
- 1287–1314 : Přemysl Inowroclawský
- 1287–1314 : Kazimír III. Hněvkovský

Inowrocławská knížata (knížectví vzniklo po rozpadu původního Inowrocławského knížectví na tří části)
- 1314–1320/4 : Lešek Inowroclawský
- 1320/4–1327 : Přemysl Inowroclawský
- 1327–1332 : Vladislav I. Lokýtek
- 1332–1343 : okupace Řádem německých rytířů
- 1343–1370 : Kazimír III. Veliký
- 1370–1377 : Kazimír IV. Slupský
- 1378–1394 : Vladislav II. Opolský
- 1394 : k Polskému království

Gniewkowská knížata
- 1314–1332 : Kazimír III. Hněvkovský
- 1332–1343 : okupace Řádem německých rytířů
- 1343–1347/50 : Kazimír III. Hněvkovský
- 1347/50–1363/4 : Vladislav Bílý (v roce 1363/4 abdikace, v roce 1377 zřeknutí se nároku na trůn)
- od 1363/4 : k Polskému království

Bydhošťská knížata
- 1314/4–1327 : Přemysl Inowrocławský (kníže v Bydhošti a na Wyszogrodě)
- 1327–1332 : Vladislav I. Lokýtek (zem. 1333)
- 1332–1343 : okupace Řádem německých rytířů
- 1343–1370 : Kazimír III. Veliký
- 1370–1377 : Kazimír IV. Slupský
- 1378–1394 : Vladislav II. Opolský
- 1394 : k Polskému království

### Kujavsko za první Polské republiky

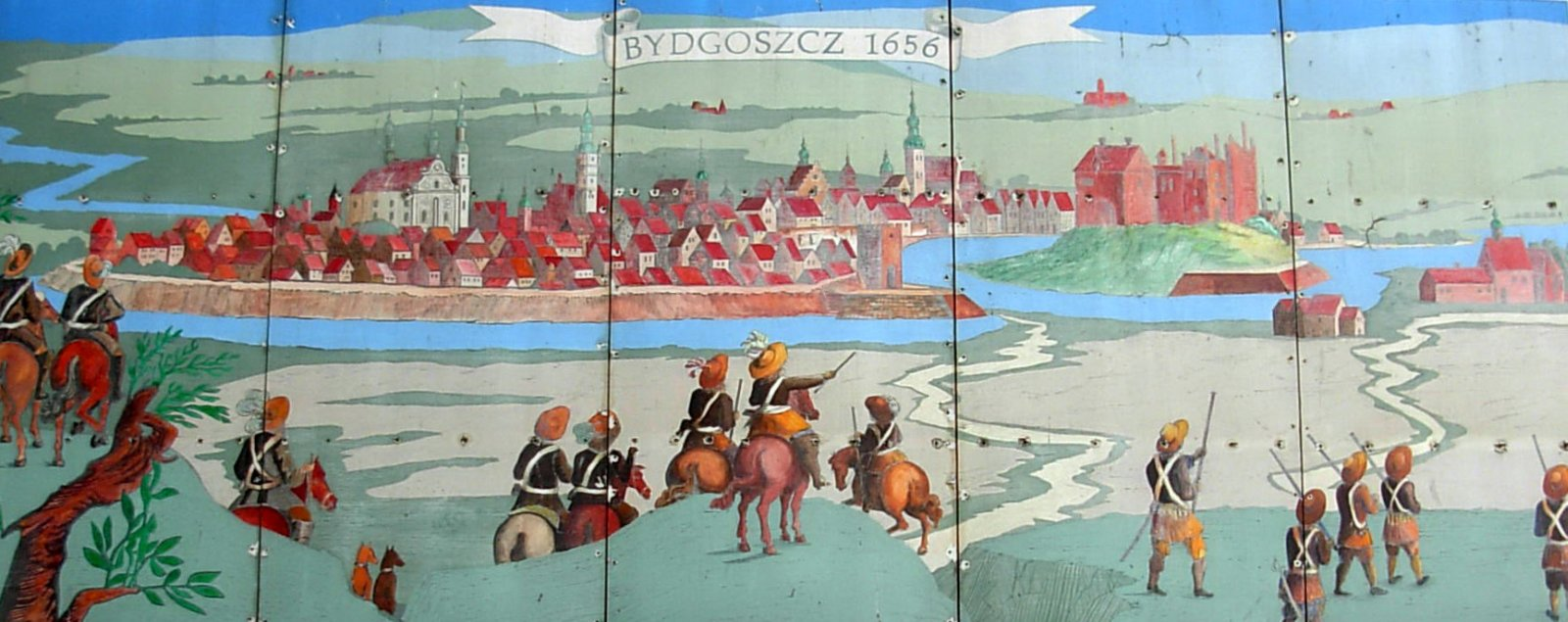
Bydhošť v roce 1656 před zničením švédskou armádou. Obraz od Erika Dahlbergha.

Po sjednocení polských knížectví Vladislavem I. Lokýtkem v 14. století bylo zavedeno administrativní dělení na vojvodství a poviety. Tento systém se definitivně přijal v 15. století a existoval do konce Republiky obou národů. V 15. století na území Kujavska vznikly Břestsko-Kujavské a Inowrocławské vojvodství se společným parlamentem v Radziejově. Břestsko-Kujavské vojvodství dělilo se na pět soudních povietů (břestský, kowalský, kruszwický, przedecký a radziejowský), Inowrocławské vojvodství na dva poviety (bydhošťský a inowrocławský).
V 16. a 17. století začali se v povislanském Kujavsku usazovat fríští a nizozemští rolníci, kterým se polský říkalo „Olędrzy“. Na rozdíl od polských rolníků byli osvobození od nevolnictví a zavedli vysoce rozvinuté, intenzivní a výkonné zemědělství. Druhá vlna „olęderské“ kolonizace dorazila do Kujavska v 18. a v první polovině 19. století. I když se novým přistěhovalcům říkalo stejně jako předchozím „Olędrzy“, oproti těm prvním byli to většinou Němci nebo Poláci z ostatních regionů, ale také Skotové, Češi a Maďaři.

### Německé a ruské Kujavsko
Po trojím dělení Polska se Kujavsko ocitlo pod vládou Pruského království. V roce 1772 byla k Prusku přičleněna západní část území s Bydhošti a Inowrocławi a v roce 1793 také východní část s Włocławkem a Břestem Kujavským. Za napoleonských válek se v letech 1807–1815 stalo součástí Varšavského knížectví. Během Vídeňského kongresu západní část připadla Prusku a východní část Polskému království (v personální a později reálné unii s Ruským impériem).
V letech 1815–1816 se celé Východní Kujavsko nacházelo na území Varšavského departementu Polského království, v letech 1816–1837 Varšavského vojvodství a po roce 1837 Varšavské gubernie. Po neúspěchu lednového povstání (1863–1865) autonomie Polského království byla zrušena a celé jeho území přičleněno přímo k Rusku. Dosavadní administrativní dělení bylo nahrazeno novým a teritorium Východního Kujavska rozděleno mezi gubernii Varšavskou a Kališskou.

### Kujavsko za druhé Polské republiky
Po obnovení polské nezávislosti roku 1918 se Kujavsko stalo součástí druhé Polské republiky. V letech 1918–1938 západní část Kujavska patřila Poznanskému vojvodství a východní část Varšavskému vojvodství. V důsledku administrativní reformy polského státu z roku 1938 se skoro celé Kujavsko stalo součásti Pomořského vojvodství.
Během druhé světové války obsadila Kujavsko německá vojska a jeho území bylo přímo přičleněno k Třetí říši. Většina území s Inowrocławi a Włocławkem se stala součástí říšské župy Povartí (něm. Reichsgau Wartheland). Bydhošť s Koronowem byly přičleněné k župě Gdaňsk-Západní Prusko (něm. Reichsgau Danzig-Westpreußen).

### Kujavsko za třetí Polské republiky
Po osvobození Polska Rudou armádou se opět stalo součástí Polské republiky a je jí dodnes v rámci Kujavsko-pomořanského vojvodství.

## Obyvatelstvo

### Národnostní složení
Druhá světová válka drasticky omezila etnickou a náboženskou pestrost předválečného Kujavska. Po 1. světové válce tvořili Poláci přes 70 % populace, nyní je to zhruba 99 %. Byl to výsledek deportací a genocid za 2. světové války. Pokles zaznamenala v posledních letech porodnost, navzdory tomu, že se jedná o jeden z nejvíce katolických regionů Polska a byl zde obnoven zákaz potratů.

### Náboženství
Za věřící se označuje přes 95 % obyvatel Kujavska, přičemž více nábožensky založen je venkov, který je takřka zcela katolický.
Nejpestřejšími předválečnými městy regionu z náboženského hlediska byly Bydhošť, Włocławek, Inowrocław, Aleksandrów Kujawski aj. Na začátku 20. století na území současné Bydhošti fungovalo 12 evangelických a 6 katolických kostelů a 2 židovské synagogy. Ve Włocławku v teto době působily 4 katolické, 2 evangelické a 2 pravoslavné kostely a 2 synagogy.

#### Katolicismus
V roce 968 vzniklo v Poznani první misijní biskupství na území Polska, které podléhalo přímo Římu. Christianizace země sblížila polské panovníky s císařským dvorem a papežskou kurií. V roce 1000 vznikla nezávisle na Poznaňským biskupství Hnězdenská metropole, z které roku 1015 byla vyčleněná Kujavská diecéze. Původně hlavním městem diecéze byla Kruszwica, od roku 1123 Włocławek. V roce 1815 Kujavská diecéze byla podřízená Varšavské metropoli a v roce 1818 sloučena s Kališskou diecézi. Od roku 1925 je Kujavská diecéze opět podřízená Hnězdenské metropoli. V roce 2004 dodatečně vyčleněno Bydhošťskou diecézi.

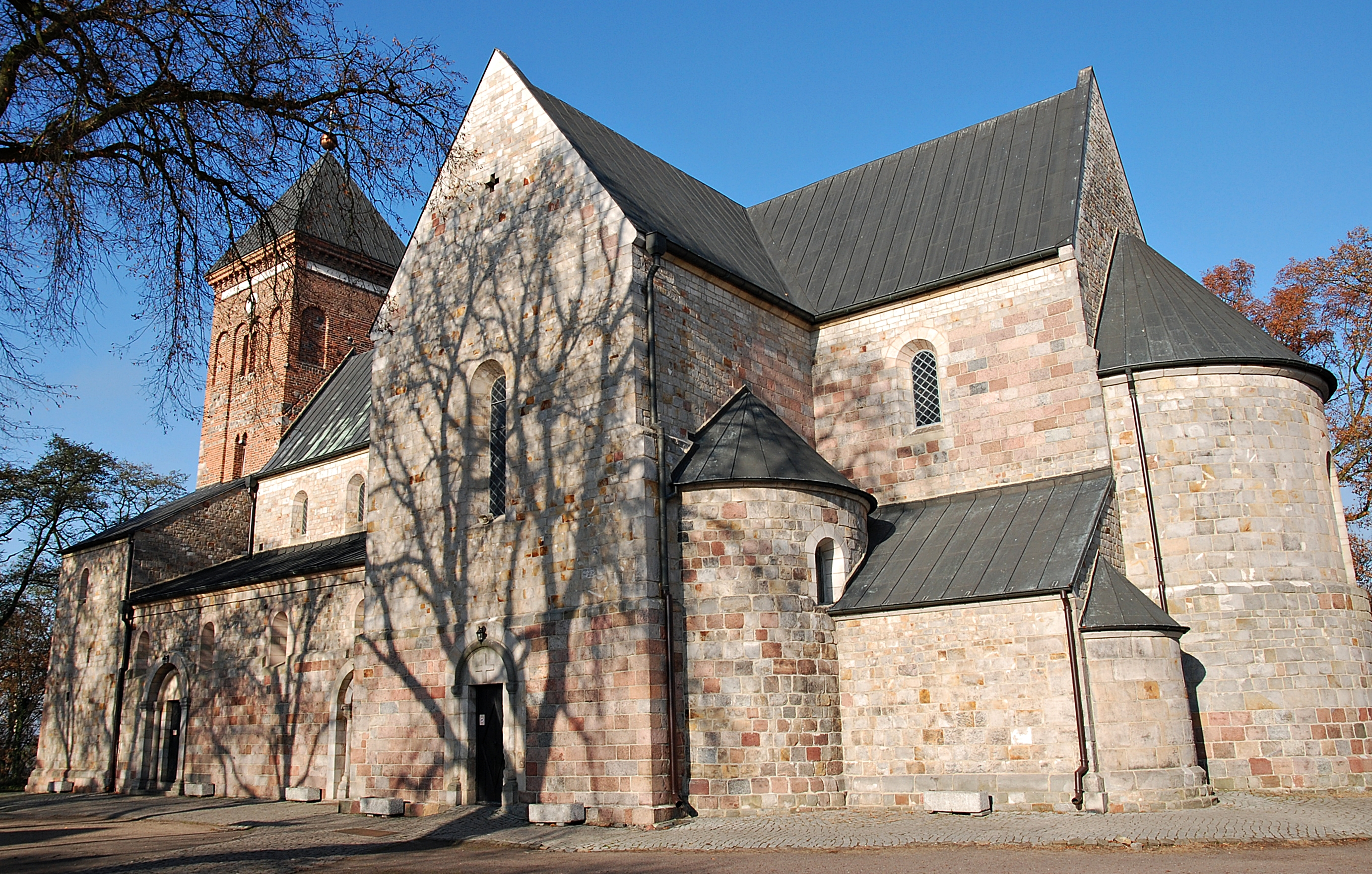
Kruszwica – Kolegiáta sv. Petra a Pavla (1120–1140). Jedna z nejlépe zachovalých romanských staveb v Kujavsku a celém Polsku.
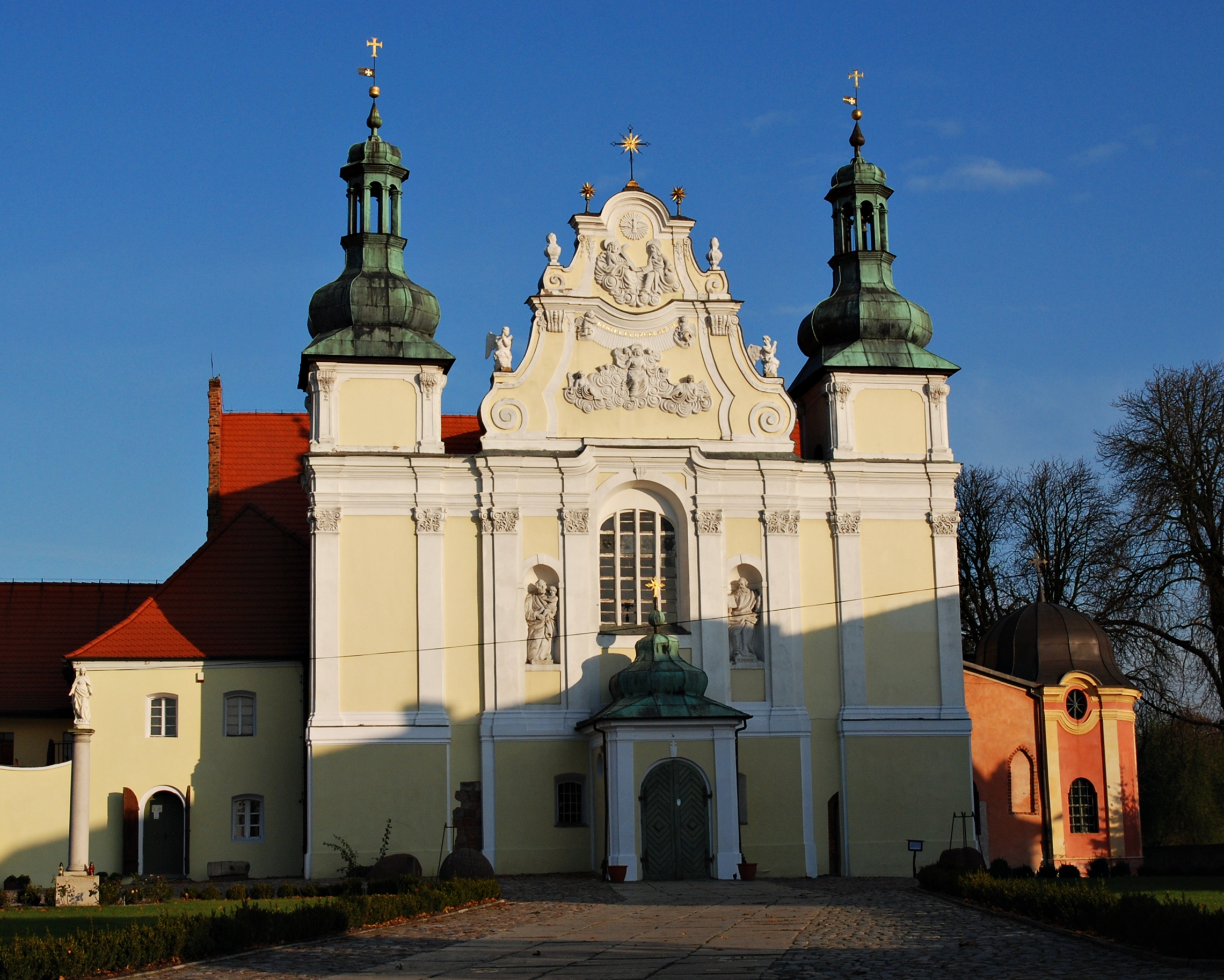
Strzelno – barokní fasáda Kostela sv. Trojice z 12. století.
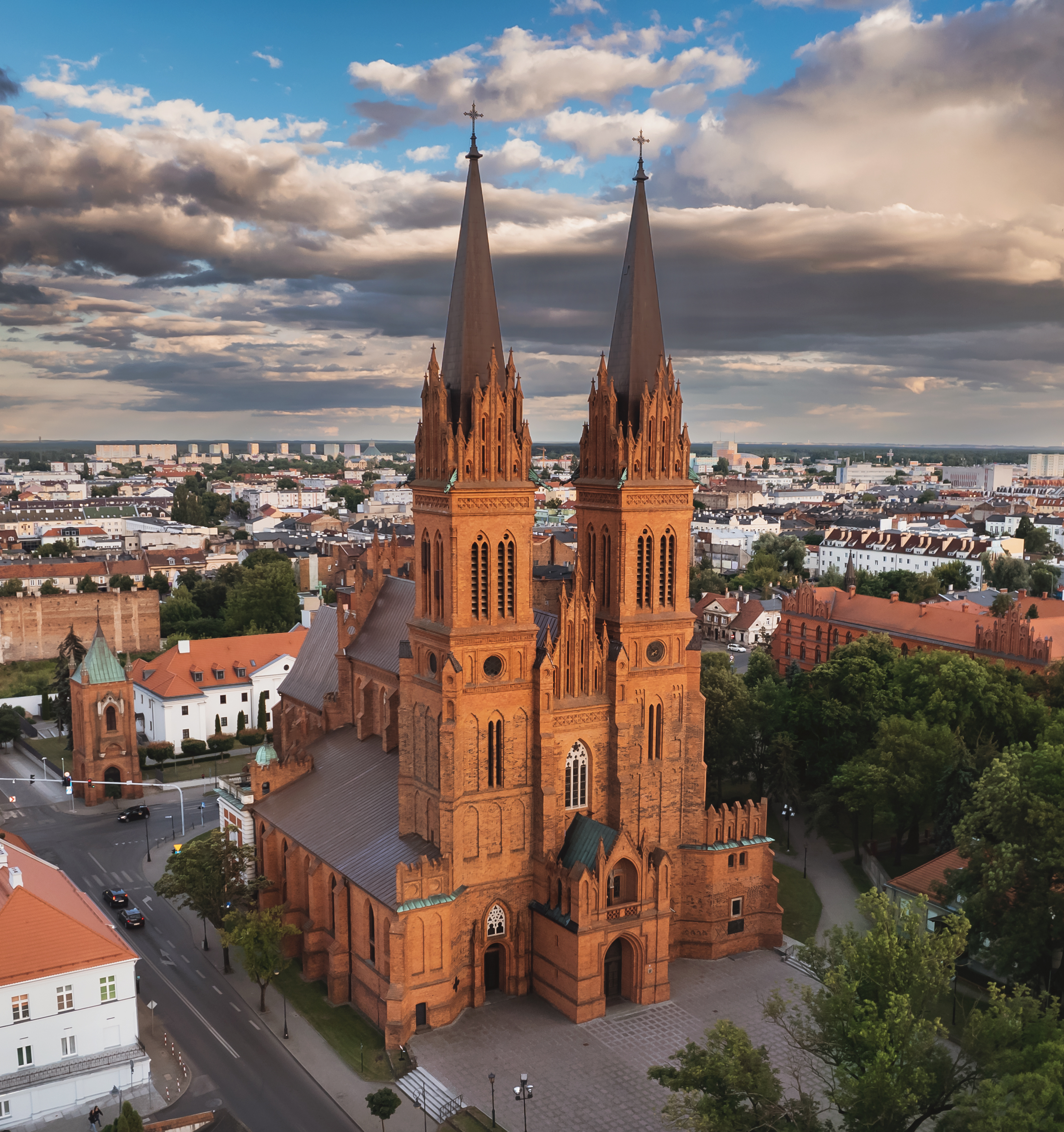
Włocławek – gotická Katedrála Nanebevzetí Panny Marie z 14. století.
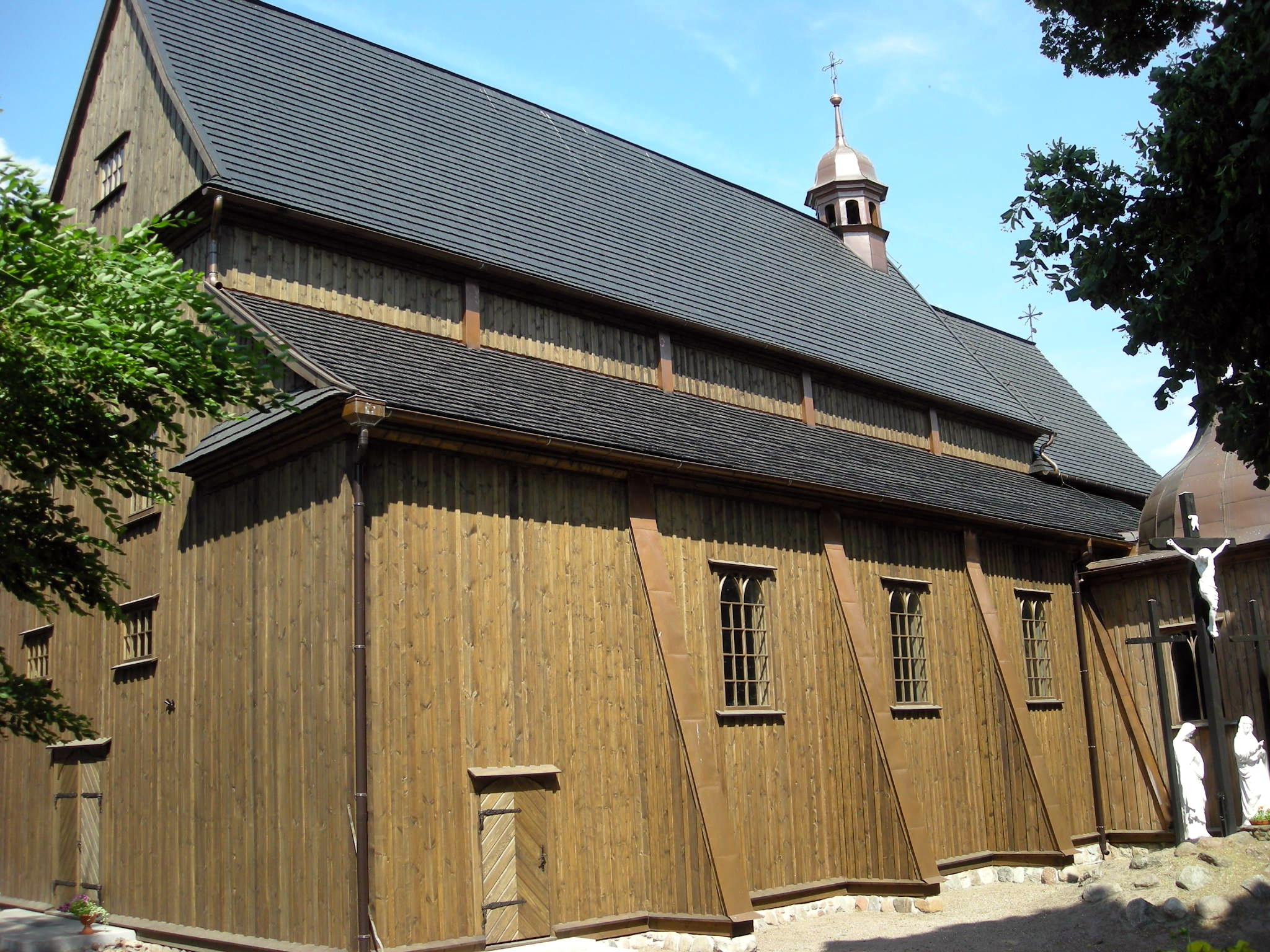
Pieranie – dřevěný Kostel sv. Mikuláše z roku 1732.

#### Protestantismus
V Kujavsku do konce 80. let 15. století (nejdéle v celém Polsku) působili husité. Hlavními centry husitství byly zde Inowrocław, Chełmce, Pakość, Břest Kujavský a Bodzanów u Lubrance. Za přestoupení k husitství byl upálen na hranici kolem roku 1480 kněz Maciej a kožešník Mikołaj z Nowé Nieszawy. Husitské tradice pronikly na Kujavsku do lokálního povědomí i kultury lidových vrstev. V 16. a 17. století v husitské tradici pokračovala na Kujavsku polská Jednota bratrská (polští bratří) v čele s Janem Niemojewským.
V období reformace sever Kujavska, oproti katolickému jihu byl takřka zcela protestantský. Nejvíce stoupenců mělo zde luteránství, novokřtěnectví a mennonitismus (první „olęderští“ osadnicí fríského a nizozemského původu byli mennonity). V letech 1550–1625 v Bydhošti působil také sbor české Jednoty bratrské. Roku 1573 polský parlament schválil Varšavskou konfederaci zaručující tolerancí vůči všem náboženstvím. Tento zákon přispěl však k nečekanému nárůstu protestantů a dalších náboženství v poměru ke katolíkům.
V první polovině 17. století král Zikmund III. Vasa odmítl respektovat postuláty Varšavské konfederace a rozpoutal vlnu protireformace. V roce 1654 král Jan II. Kazimír vydal dekret o vyhoštění všech cizinců nekatolíků z Republiky obou národů a v roce 1658 polský parlament schválil ústavu o vyhnání ze země polských bratrů. Roku 1668 polský parlament schválil ústavu o trestaní smrti všech obyvateli, kteří odstoupí od katolické viry. Na konci 17. století protestantismus byl už v Kujavsku natolik potlačený, že přestal hrát významnou roli.
Protestantismus se v Kujavsku podruhé prosadil po trojím dělení Polska a přičlenění tohoto území k Pruskému království. V letech 1815 až 1921 nejpočetnější náboženskou skupinou v Bydhošti byli opět evangelíci (60 až 75 %). Za druhé republiky se Bydhošť stala největším centrem německých evangelíků v celém Polsku. Od roku 1921 působila zde také polská evangelicko-augsburská farnost. Po roce 1918 je znát narůst počtu katolíků v poměru k ostatním křesťanským náboženstvím, kupř. v Bydhošti v průběhu deseti let od obnovení polské nezávislosti evangelíci, kterých v roce 1918 bylo asi 75 % stali se náboženskou menšinou.

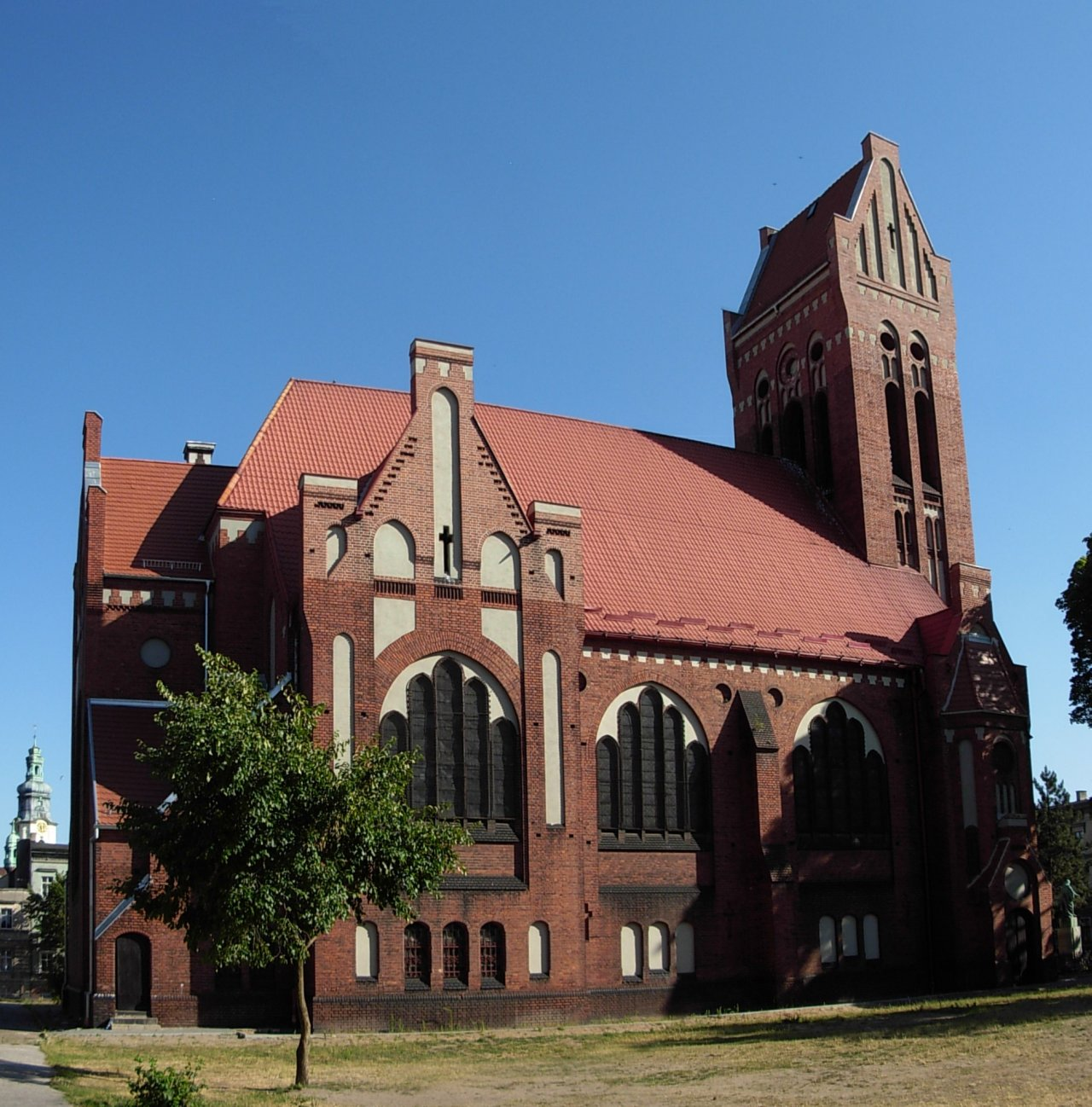
Bydhošť – neogotický Kostel Krista Spasitele vybudovaný v letech 1896–1897.
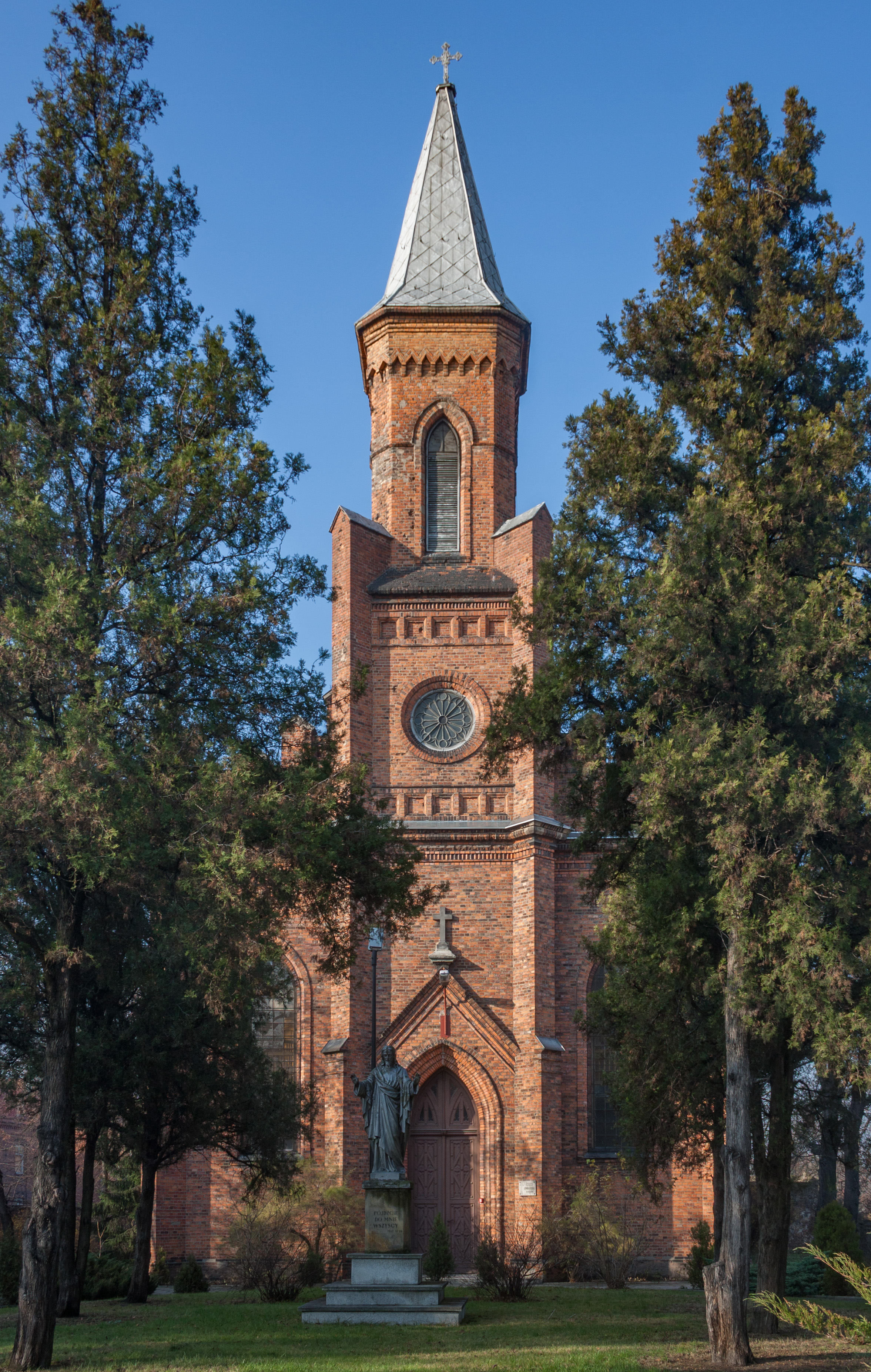
Włocławek – neogotický Evangelicko-augsburský kostel vybudovaný v letech 1882–1884.
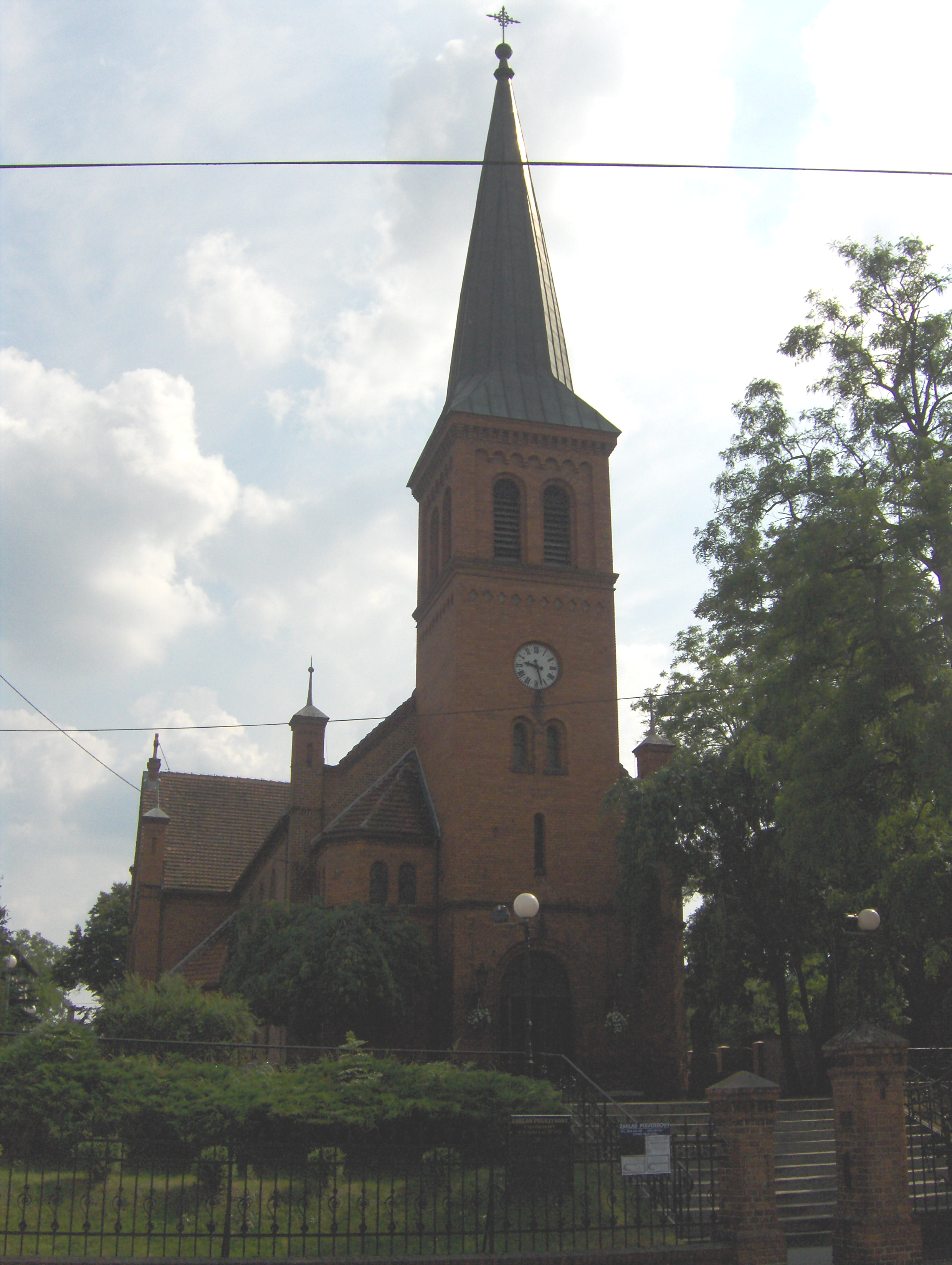
Solec Kujawski – původně evangelický kostel vybudovaný v letech 1845–1847, po roce 1945 katolický.
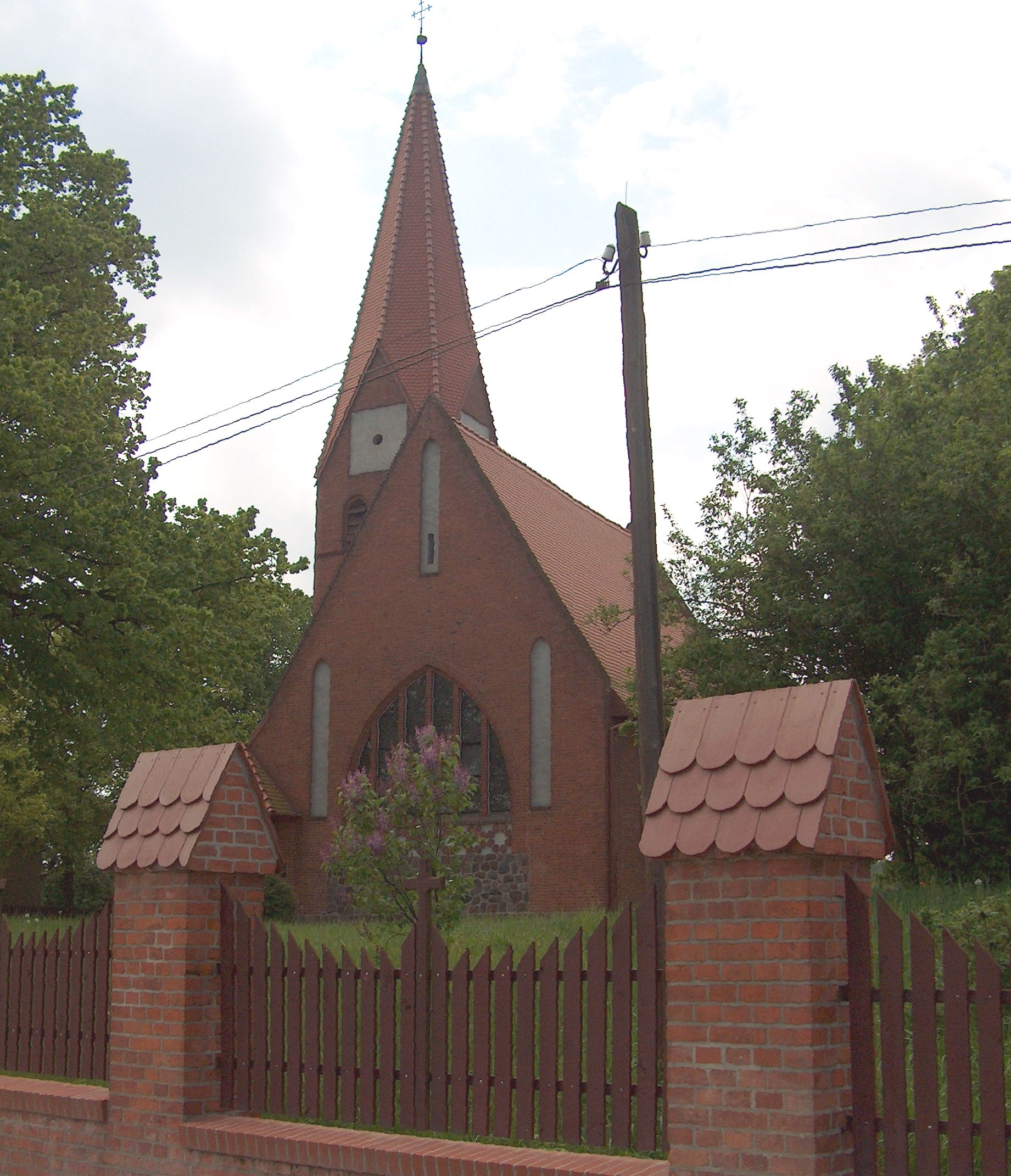
Otłoczyn – původně evangelický kostel z roku 1905, po roce 1945 katolický.

#### Pravoslaví
I když pravoslaví se prosadilo na jihu a východě Polska už v středověku v případě Kujavska je spjato s příchodem Rusů po roce 1815. V roce 1877 byl vybudován v Aleksandrově Kujawském kostel sv. Alexandra Něvského. V roce 1894 postaven kostel sv. Michala Archanděla v Ciechocinku v zauralském slohu. V letech 1902–1906 ve Włocławku postaven neobyzantský kostel sv. Mikuláše. Byla to jedna z architektonicky nejzdařilejších realizací chrámové stavby v celém Polským království.
Po obnovení polské nezávislosti roku 1918 Kujavsko zasáhla celostátní „revindikační akce“, která měla za úkol maximálně omezit vliv pravoslavné církve v Polsku v oblasti politiky a společenského života. Dalším úkolem akce bylo přerušení tradičních svazů ruské menšiny s pravoslavím, které bylo vnímáno jako nepřátelské vůči polskému státu a katolictví. V letech 1919 až 1939 vyhozena do vzduchu většina pravoslavných kostelů, včetně chrámů v Aleksandrově Kujavském a ve Włocławku. V kostelu v Ciechocinku zprovozněno kasino.
V roce 1924 v důsledku konfliktu uvnitř Ruské pravoslavné církve a odštěpeni se jí větší části na území polského státu vznikla Polská autokefální pravoslavná církev. V současné době na území Kujavska působí Bydhošťský děkanát Polské autokefální pravoslavné církve. V roce 1996 původně ruský Kostel sv. Mikuláše v Ciechocinku byl obnoven a předán Pravoslavnému ordinariátu Polské armády.

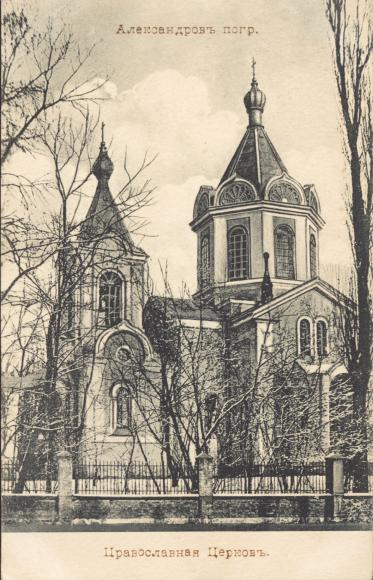
Aleksandrów Kujawski – Kostel sv. Alexandra Něvského zbořený kolem roku 1925.
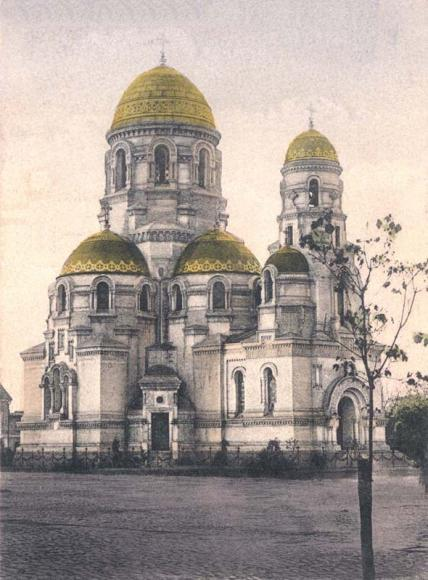
Włocławek – Kostel sv. Mikuláše zbořený v roce 1925.
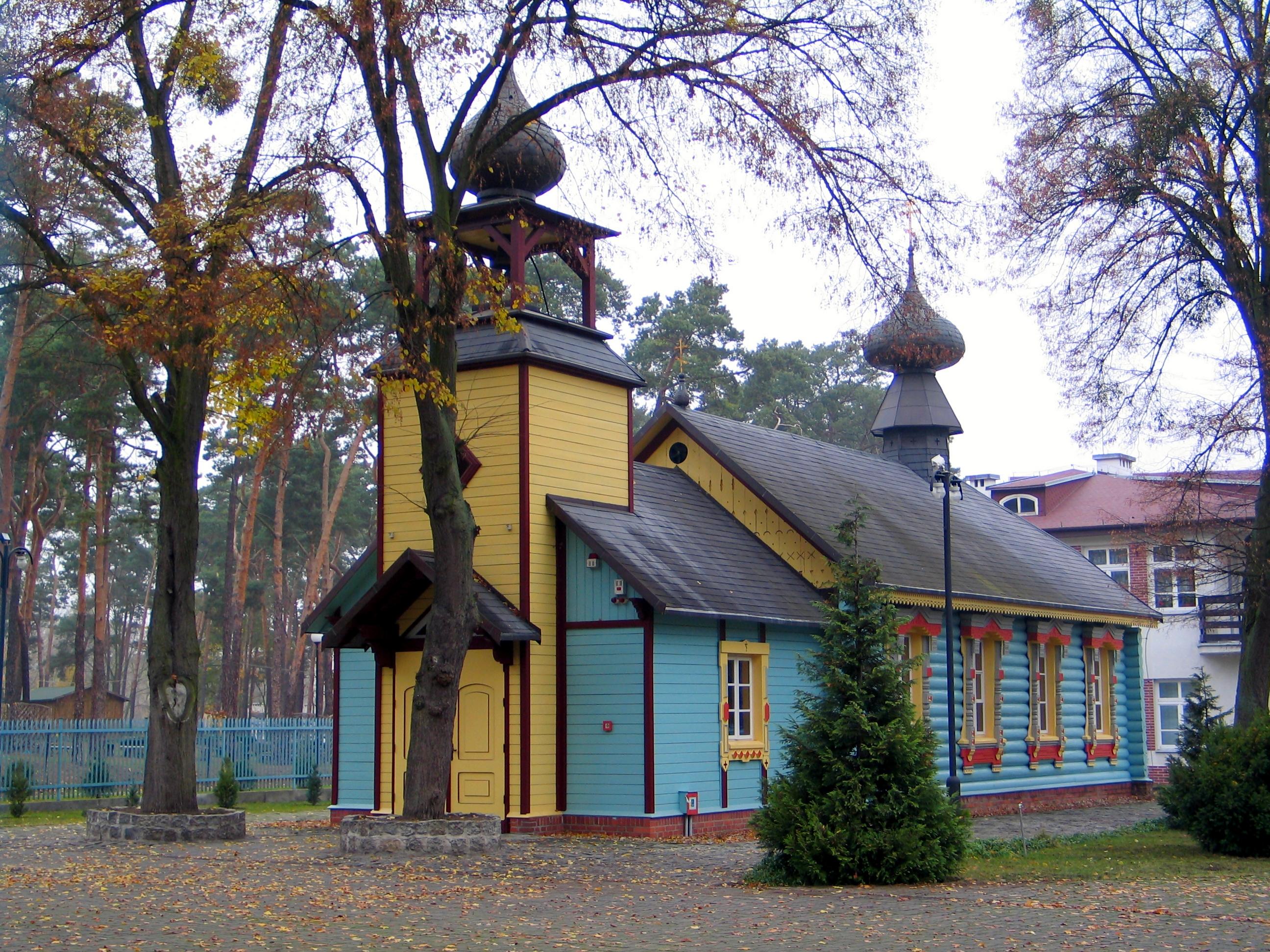
Ciechocinek – Kostel sv. Michala Archanděla.
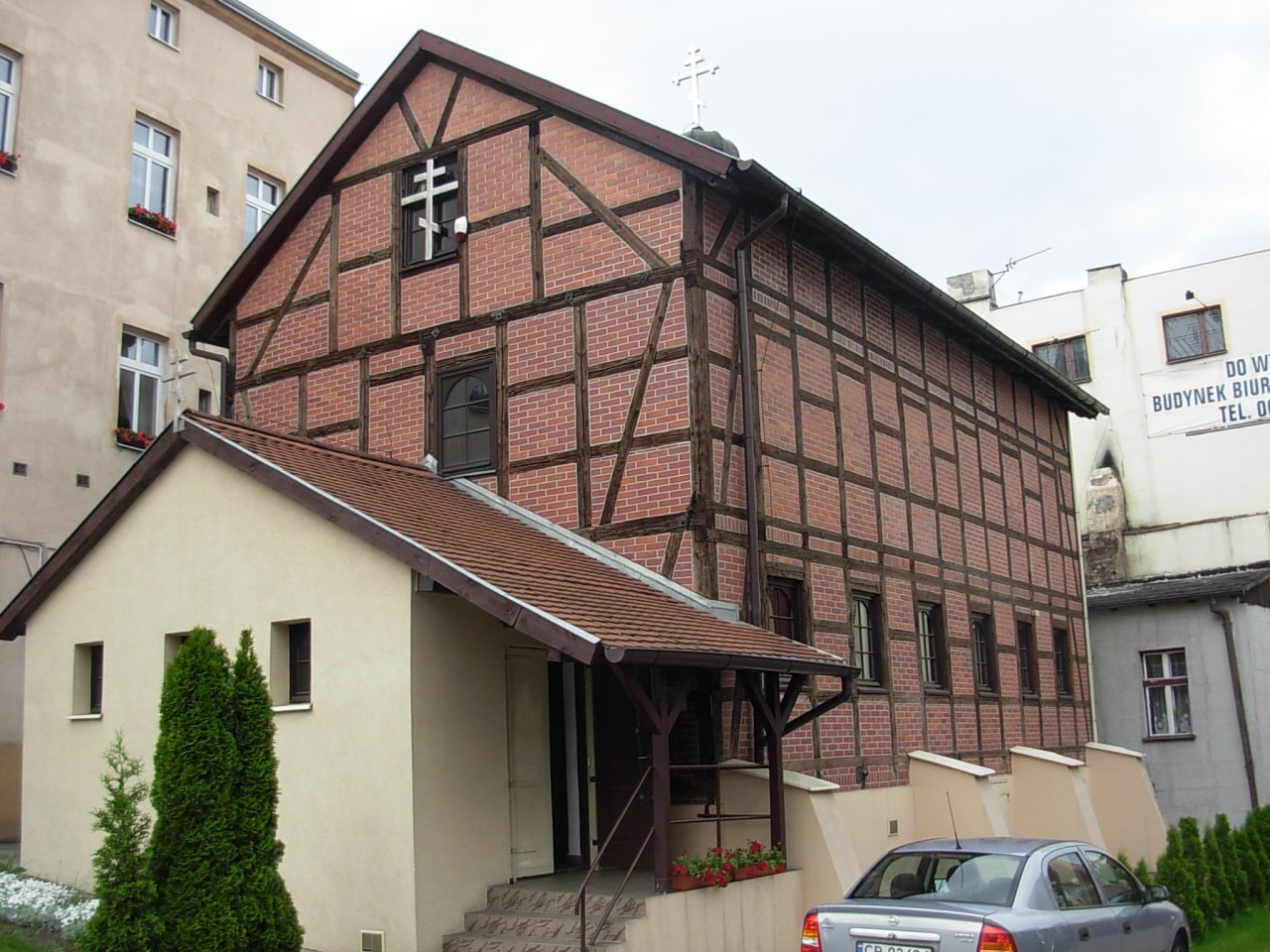
Bydhošť – Kostel sv. Mikuláše.

#### Judaismus
Od 14. století v Kujavsku žili také Židé, kteří podstatně ovlivnili vývoj zdejších měst. V letech 1870–1939 židovské synagogy se nacházely ve městech: Aleksandrów Kujawski, Barcin, Bydhošť, Gniewkowo, Chodecz, Inowrocław, Izbica Kujawska, Koronowo, Łabiszyn, Lubień Kujawski, Lubraniec, Pakość, Radziejów, Stary Fordon a Włocławek, ale také na některých vesnicích, kupř. ve Służewu v současným Aleksandrovským povietu.
V roce 1939 ve Włocławku žila 21 % židovská menšina. V 70. letech 19. století v Bydhošti žila maximálně 8 % židovská menšina. Největší kujavská synagoga v centru Bydhošti byla zničena nacisty v roce 1940, stejně jako většina židovských chrámů a hřbitovů v Kujavsku. Některé židovské památky, jako synagogy ve Starým Fordonu a Izbici Kujawské fungovaly za německé okupace (1939–1945) jako kina nebo sklady a tímto pádem byly ušetřené.
Nečetní Židé, kteří přežili druhou světovou válku čelili v Polsku v 60. letech diskriminace, která donutila je k emigrace do zahraničí. V teto době Žide úplně zmizeli z etnického pozadí Kujavska. Nefungující synagogy kvůli nezajmu místních úřadů v druhé polovině 20. století zchátraly nebo byly rozebrané. Stejný osud potkal židovské hřbitovy.

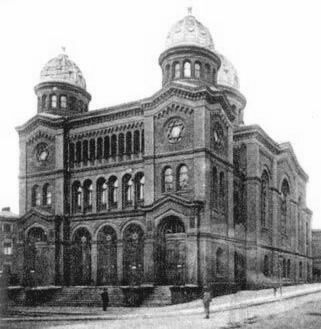
Bydhošť – Nová synagoga vybudovaná v letech 1882–1884 (zbořena v roce 1940).
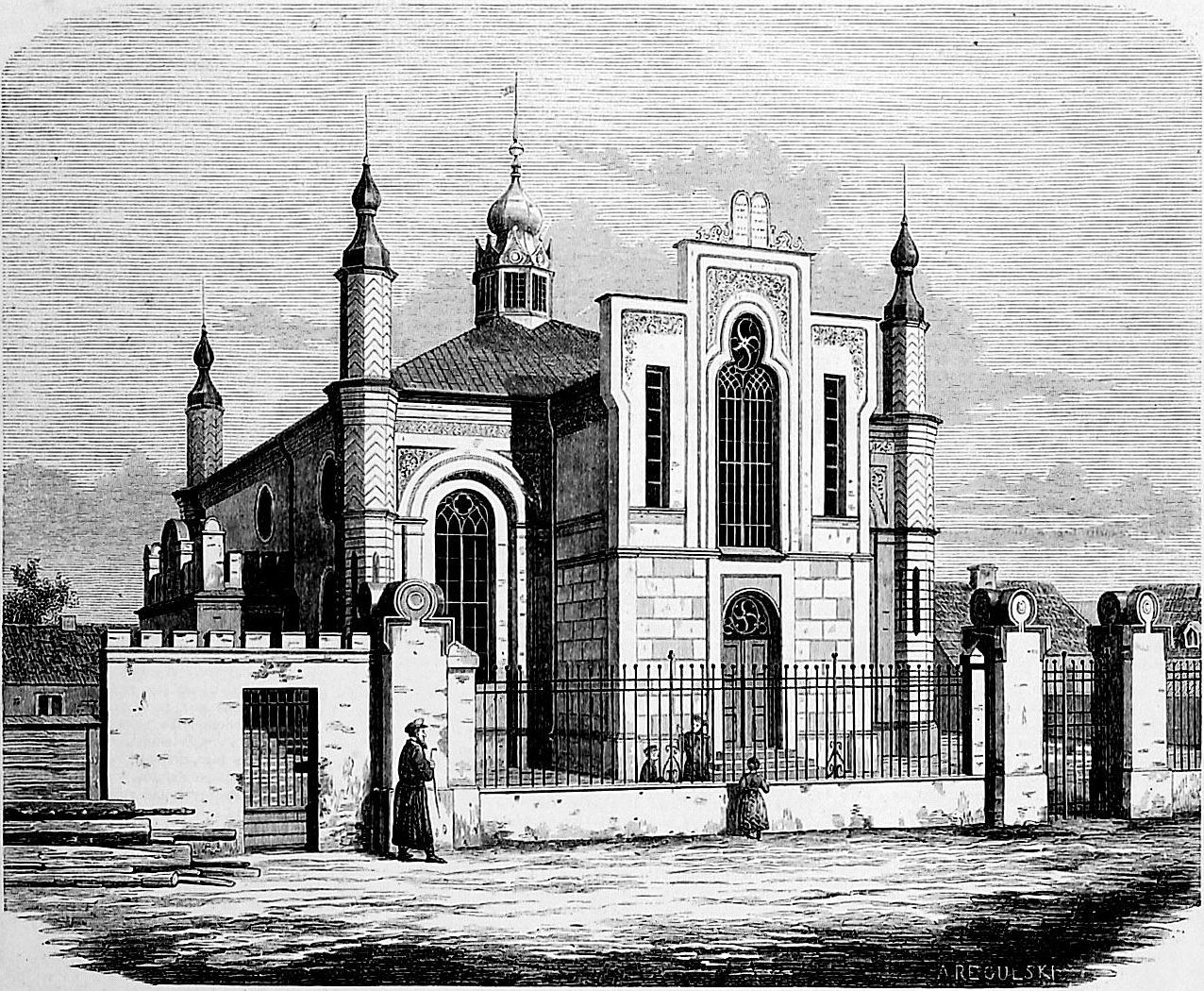
Włocławek – Stará velká synagoga vybudovaná v letech 1847–1854 (zbořena v roce 1940).
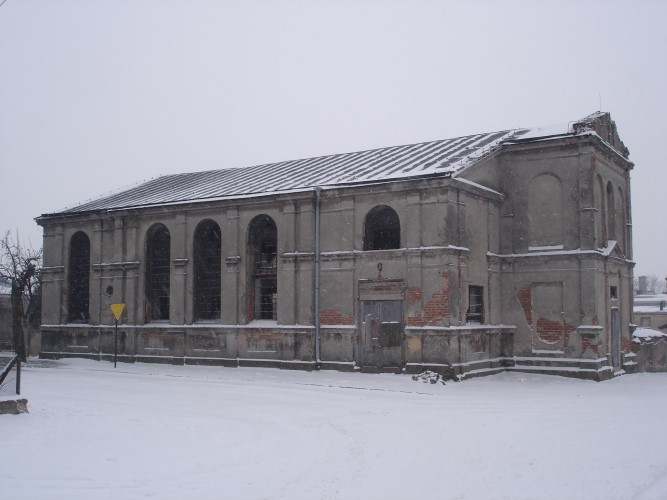
Izbica Kujawska – zchátrala synagoga vybudovaná v letech 1880–1895.
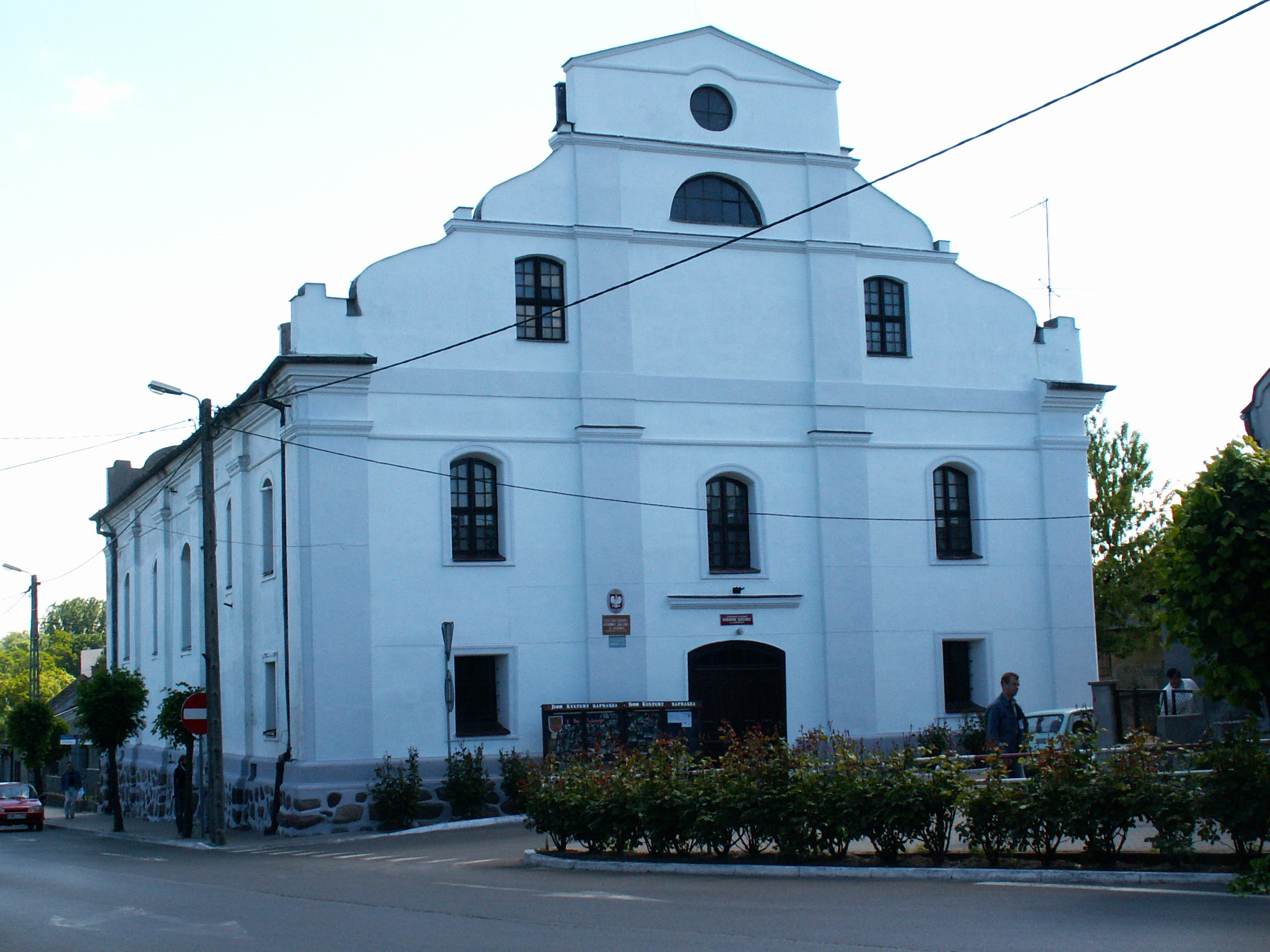
Lubraniec – bývala synagoga vybudovaná kolem roku 1750[16].

## Národopis

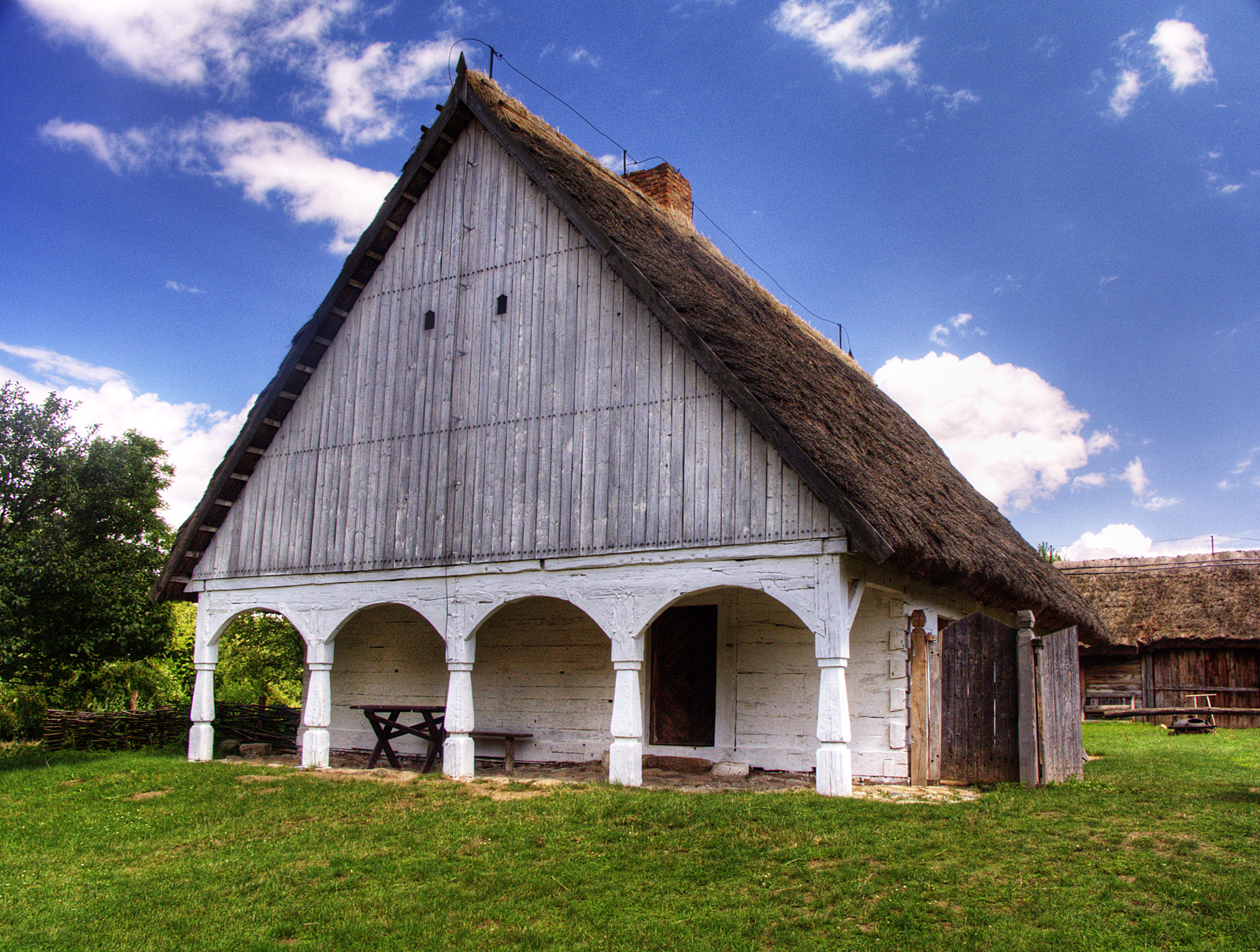
Typická kujavská roubená chalupa s podloubí. Kujavsko-Dobrzyńský etnografický park v Kłóbce

Kujavsko se nachází mezi třemi velkými regiony: Velkopolskem, Pomořím a Mazovším. Vliv kultur těchto území na kulturu Kujavska lze pozorovat jak dnes, tak v předcházejících více než deseti stoletích. Je přitom nutné poznamenat, že Kujavsko je kulturně nejbližší Velkopolsku. Oskar Kolberg si všiml kujavského specifika uvádějíc: „Sebrané v této knížce podrobnosti z domácího života Kujavanů, poukážou na vlastnosti, které nás nutí spatřovat v tomto plemenu jednu z nejmohutnějších větví velkopolského kmene... nacházejí se mezi Velkopoláky a Mazury, přijímajíce vlastnosti typické pro jedny, nebo druhé, podle toho, jak se přibližují k jejich hranicím”. Jan Stanisław Bystroń v knize „Etnografie Polska” uvádí: „Rozlehlé teritorium dále na východ zaujímají Kujavané, stará skupina, blízko spojená s Velkopolskem, i když mající nejednu vlastnost společnou s Pomořím.” Jak je vidět, ani jeden z nejvýznamnějších badatelů v oblasti národopisné diferenciace Polska nezpochybňoval Kujavany coby zvláštní etnografickou skupinu. Naopak byla zdůrazňována výjimečnost mnoha jejich kulturních vlastností (kroj, nářečí, folklór, lidové zvyky), ale především všeobecné uvědomění si své etnické a kulturní odlišnosti. Právě toto uvědomění umožnilo, že si Kujavsko i přes sto let trvající rozdělení mezi Prusko (pak Německo) a Rusko zachovalo svoji výraznost a kulturní odlišnost, umožňující mu zařadit se mezi současné polské národopisné regiony.

### Muzea

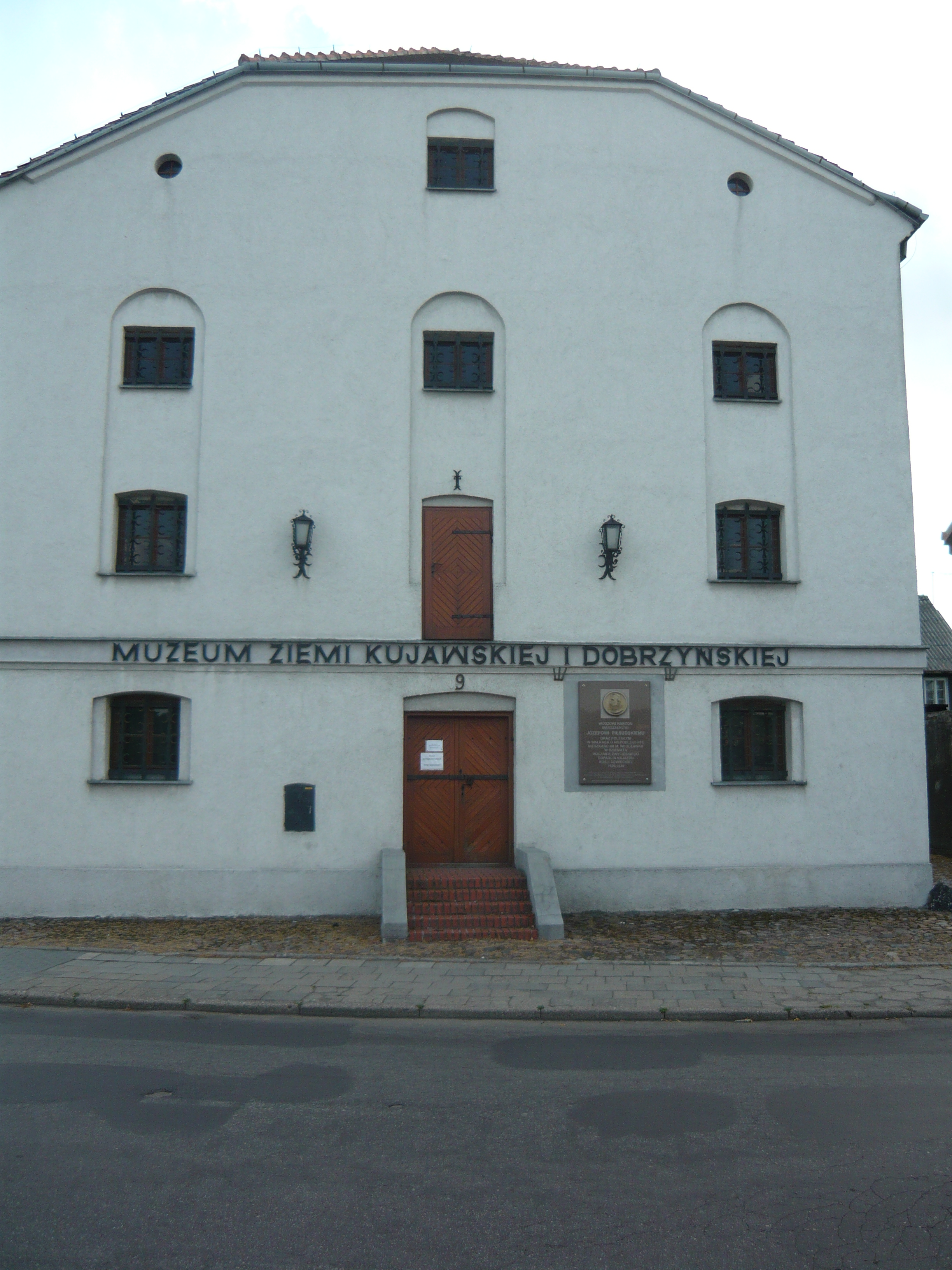
Hlavní budova Muzea Kujavské a Dobrzyńské země ve Włocławku

## Kultura

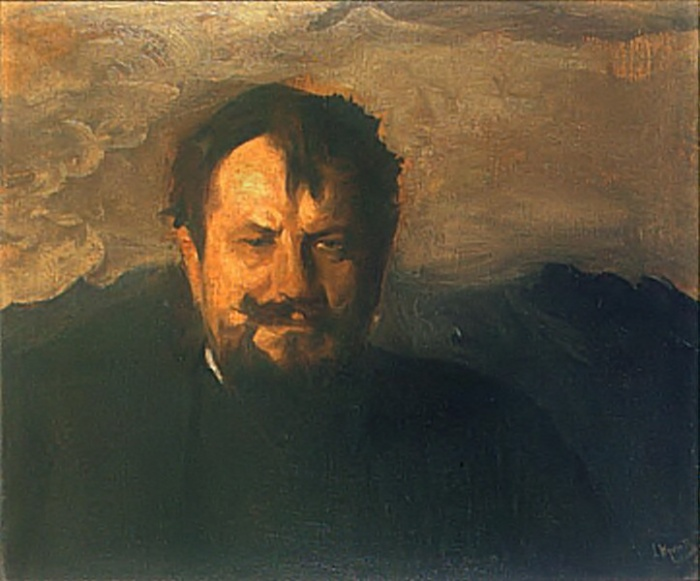
Portrét Jana Kasprowicze od Leona Wyczółkowského z roku 1898. Olej na plátně, 59 x 68 cm, Národní muzeum v Krakově